# Helsingborg
För andra betydelser, se Helsingborg (olika betydelser).
Helsingborg (uttal (fil)) är centralort i Helsingborgs kommun och ligger i nordvästra Skåne län. Helsingborg ligger vid Öresunds smalaste del, där endast 3 750 meter skiljer staden från Helsingör i Danmark. Båda orterna ingår i Öresundsregionen.
Helsingborgs tätort har 116 029 invånare (2023) och utgör befolkningsmässigt Skånes näst största tätort och Sveriges nionde största tätort.

## Ortnamn
Helsingborg omnämns 1085 som in Helsingaburg (avskrift av latinskt original) och namnet består av en inbyggarbeteckning bildad till hals, vilket troligen syftar på Öresunds smalaste del, och burg, som syftar på en befästning eller den naturliga höjden i Helsingborg. Under åren 1912–1971 stavades namnet Hälsingborg.

## Historia
Helsingborgs historia sträcker sig tillbaka till vikingatiden. Den viktiga plats där Öresund är som smalast har gett staden en strategisk position under lång tid. På medeltiden var staden och dess slott ett av Nordens mäktigaste fästen och därmed inblandad i mycket av den tidens maktspel. Under århundradena har Helsingborg varit platsen för flera politiska konflikter och strider. De många krigen mellan Sverige och Danmark gick hårt åt staden och dess bebyggelse, men sedan 1700-talet har staden levt i fred och på 1800-talet lyckades Helsingborg återhämta sig ordentligt. Helsingborg blev då en av Sveriges snabbast växande städer och en viktig hamn- och industristad.

### Tiden fram till 1600-talet
Helsingborg är en av Nordens äldsta städer. Det har troligen funnits bebyggelse i form av en mindre befästning uppe på landborgen redan i slutet av 900-talet för att betrygga överfarten mellan Skåne och Själland. På 1070-talet omnämns staden av Adam av Bremen och den 21 maj 1085 omnämns Helsingborg (då skrivet Helsingaburg) i ett gåvobrev från den danske kungen Knut den helige och detta datum har i sen tid fått stå som stadens officiella födelsedag.
Den tidigaste bebyggelsen uppe på landborgen var de tre kyrkorna S:t Clemens, S:t Petri och S:t Olai. På 1100-talet ersattes den enkla befästningen av ett större slott i sandsten. Detta dominerades av ett runt torn med drygt fyra meter tjocka väggar. I takt med att staden växte började folk bosätta sig på stranden nedanför landborgen. På 1300-talet var Helsingborg en av Danmarks mest betydelsefulla städer främst på grund av att slottet, som detta århundrade byggts om till det försvarstorn i tegel som numera kallas Kärnan, var ett av Nordens starkaste fästen. Även Sankta Maria kyrka nedanför landborgen berättar om stadens betydelse då den var en av Danmarks största stadskyrkor vid denna tidpunkt. 

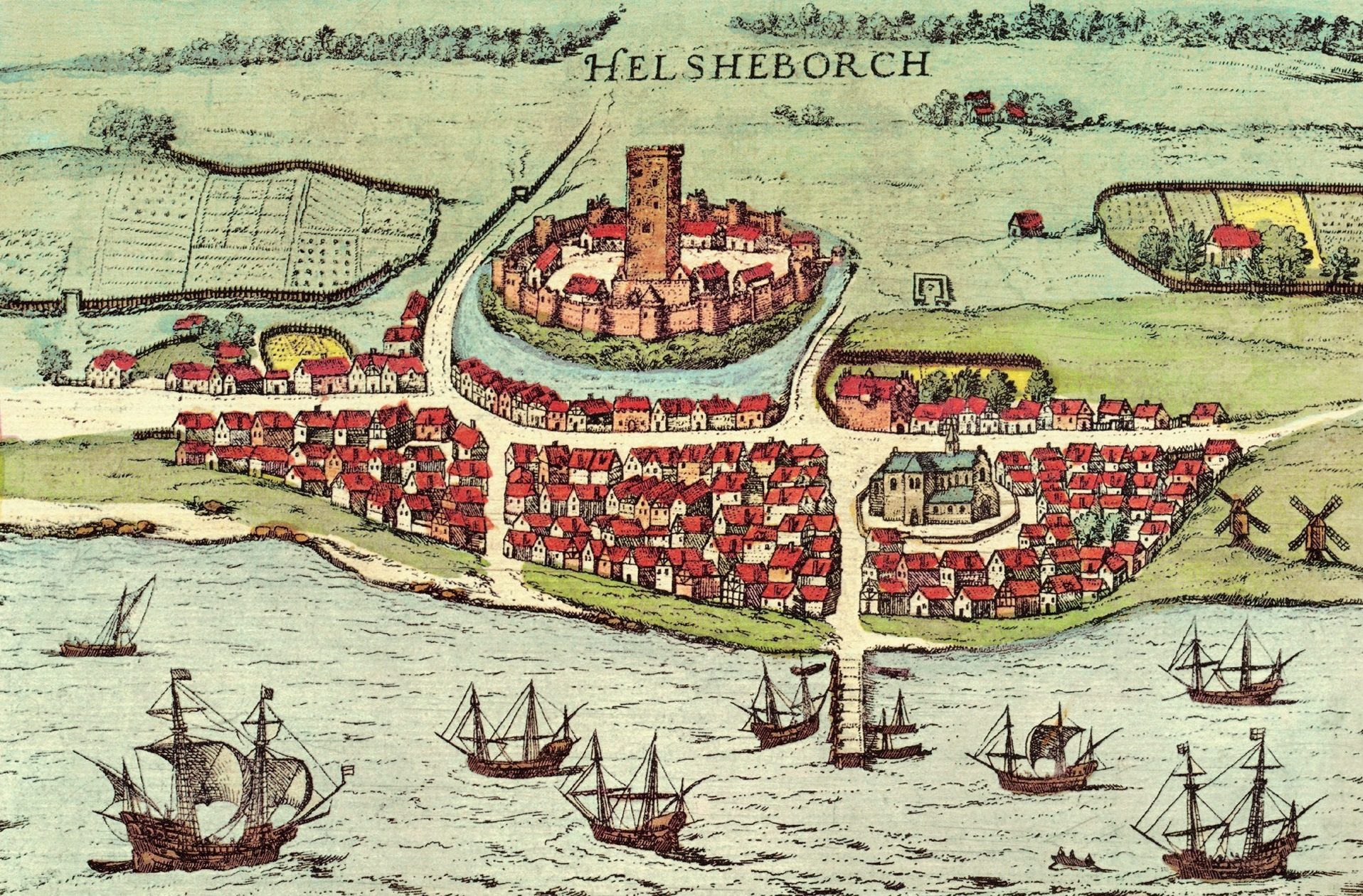
Helsingborg ritat 1589 av den tyske prästen Georg Braun i verket Civitates orbis terrarum.

1332 köpte den svenske kungen Magnus Eriksson Helsingborg och hela Skåne (utom Bjäre som köptes 1341) samt Blekinge genom att överta en pant på 34 000 mark silver. Den danske kungen Valdemar Atterdag återerövrade de förlorade landskapen 1360 till stor del genom att komma över Helsingborgs slott. På 1400- och 1500-talen minskade Helsingborgs betydelse i och med att slottet Kronborg (då vid namn Krogen), vilket var en betydligt modernare fästning, byggdes i Helsingör.
Staden Helsingör med Kronborg och Helsingborg med Helsingborgs slott (Kärnan), blott fyra (4) kilometer bort, kontrollerade tillsammans Öresundstullen, och hade fram till 1658 så kallad torggemenskap, där Helsingör saknade ett eget egentligt torg, och helsingörsborna hade därför rätt att handla på Helsingborgs torg som om det vore Helsingörs torg, vilket var unikt för två grannstäder i hela Nordeuropa.  

### 1600-talet till mitten av 1800-talet

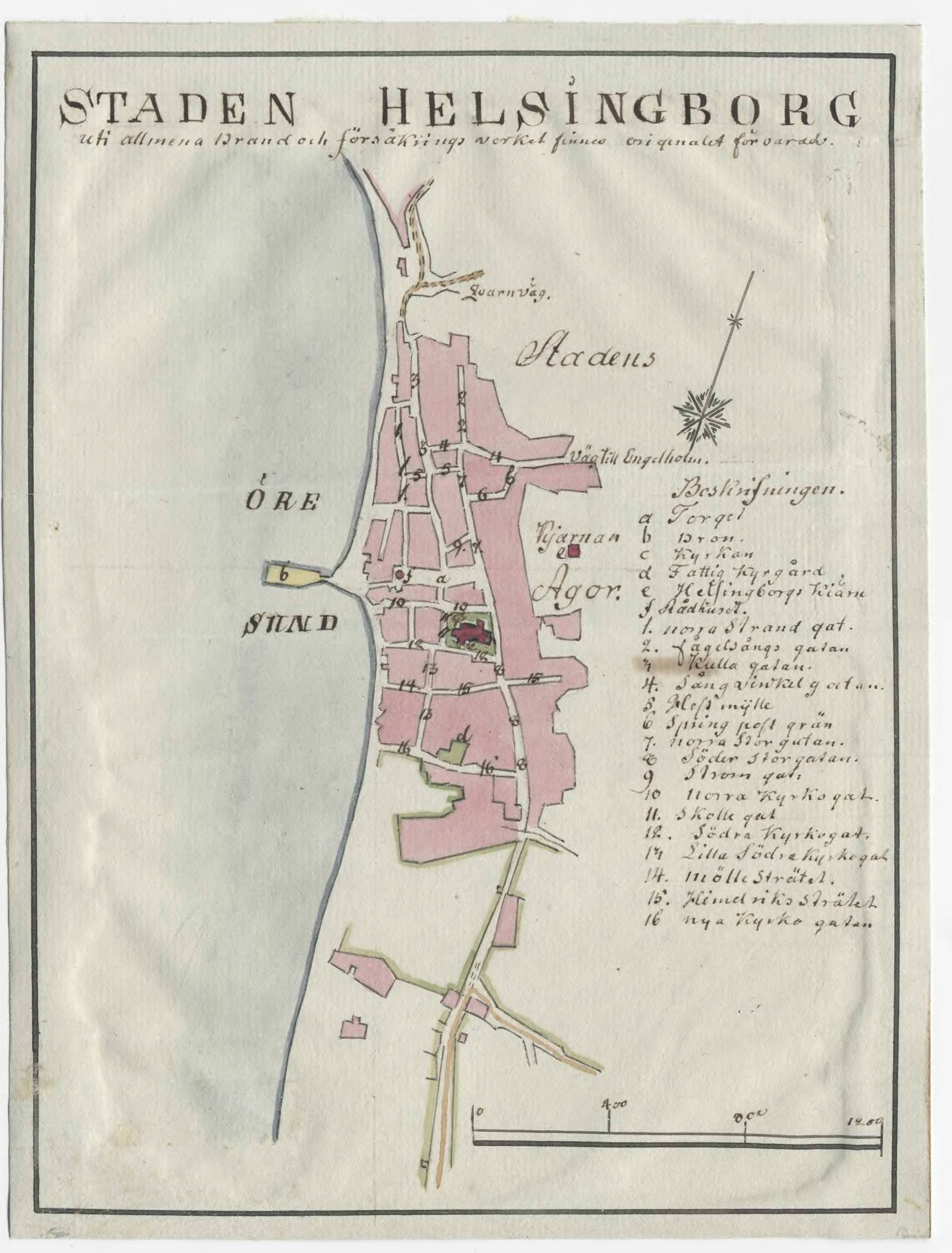
Karta över Helsingborg från 1790-talet

Vid freden i Roskilde 1658 blev Helsingborg svenskt och samma år inkvarterades en svensk garnison i Helsingborgs slott. De svensk-danska krigen under 1600- och 1700-talen härjade staden svårt och vid flera tillfällen fick befolkningen fly och bebyggelsen skövlades och brändes. Störst skada gjorde det skånska kriget (1675–1679) under vilket nästan hela stadens ödelades samt vid krigsslutet när danskarna intog staden vid två tillfällen. Detta fick Karl XI att vid krigsslutet riva stadens befästningar och det mesta av slottet. Det enda som lämnades kvar var Kärnan.
1709, under det stora nordiska kriget, landsteg en stor dansk armé vid Råå söder om Helsingborg. Den dåvarande generalguvernören i Skåne, Magnus Stenbock, lyckades vid slaget vid Helsingborg den 28 februari 1710 besegra den danska armén. En ryttarstaty av honom restes 1901 i Helsingborg och flyttades till Stortorget i denna stad 1959. I början av 1700-talet var Helsingborg hårt åtgånget. Flera års krigande, en hård försvenskningspolitik samt minskad handel över sundet innebar en ekonomisk och befolkningsmässig stagnation. Dessutom hade massgravar efter slaget förgiftat vattnet och pest bröt ut 1711–1712. 1770 hade Helsingborg endast 1 300 invånare.

### Tiden från mitten av 1800-talet
Under senare hälften av 1800-talet började en kraftig expansion av näringslivet vilket medförde en mångdubbling av befolkningen. Flera nya industrier grundlades och 1857 avskaffades Öresundstullen. I mars 1892 invigdes Sveriges första ångfärjeförbindelse mellan Helsingborg och Helsingör. Från att ha haft 4 000 invånare i mitten av 1800-talet passerade folkmängden under 1920-talet 50 000-strecket och 1920 var Helsingborg Sveriges femte största stad. Efter 1930 gick Helsingborgs befolkningsutveckling i en beskedligare takt.
Helsingborg blev en viktig exporthamn, inte minst för spannmål. Betydande för staden var dess konsuler: lokala företagare, kommunalmän och riksdagsledamöter. Två av de ledande var Petter Olsson och Nils Persson, vilka båda har fått två torg i staden namngivna efter sig: Konsul Olssons plats och Konsul Perssons plats. En annan betydelsefull företagare var Henry Dunker, disponenten på Helsingborgs Gummifabrik AB (senare Tretorn AB), som en gång var Sveriges rikaste man.
I samband med Helsingborgsutställningen 1903 invigdes Helsingborgs stads spårvägar, vilka fortlevde till högertrafikomläggningen 1967 när hela linjenätet lades ned.

### Historiska datum

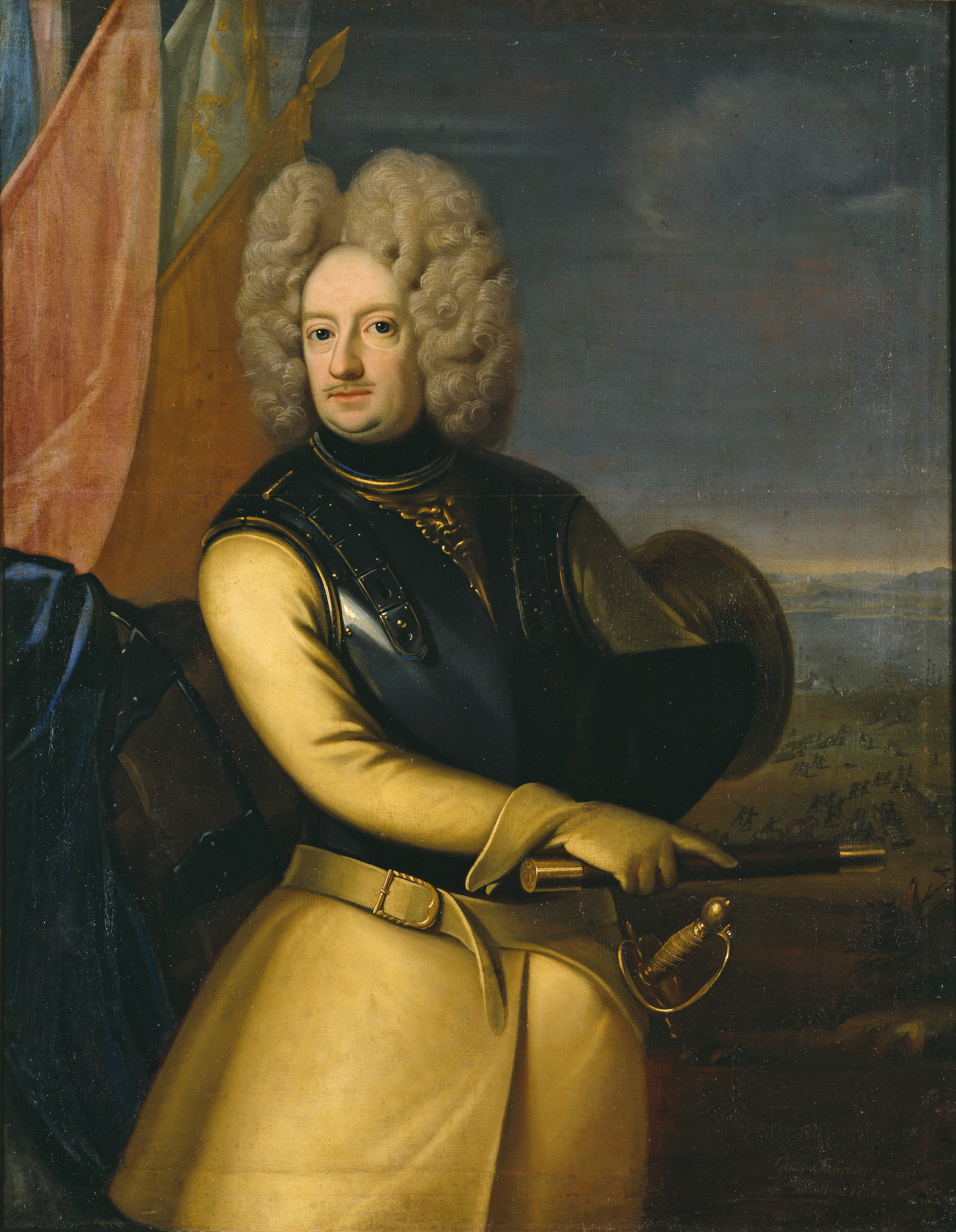
Magnus Stenbock lyckades vid slaget vid Helsingborg den 28 februari 1710 besegra den danska armén under det stora nordiska kriget.

- 1085 (21 maj) – Staden Helsingborg/Helsingaburg omtalas i ett gåvobrev av Knut den helige.
- 1270 – Dominikanerklostret helgat åt S:t Nikolaus grundades.
- 1310 (17 juli) – Freden i Helsingborg sluts mellan Sverige, Norge och Danmark. Birger Magnusson återfår den svenska kronan.
- 1410 – Sankta Maria kyrka byggd.
- 1658 (26 februari) – Freden i Roskilde där Helsingborg blir svenskt.
- 1658 (29 oktober) – Sjöslaget i Öresund.
- 1676 – En dansk armé landstiger vid Råå under det skånska kriget.
- 1707 (17 juni) – Ramlösa brunn grundas.
- 1710 (28 februari) – Magnus Stenbock besegrar en dansk invasionshär utanför Helsingborg.
- 1810 (20 oktober) – Jean Baptiste Bernadotte, senare Karl XIV Johan, tar sina första steg på svensk mark i Helsingborg.
- 1847 – Oscar Patrick Sturzen-Becker grundar tidningen Öresundsposten, som blir ett organ för skandinavismen.
- 1863 – Stadskommunen Helsingborgs stad inrättas
- 1865 (31 juli) – Helsingborg-Billeberga-Landskrona järnväg invigs.
- 1891 – Helsingborgs Gummifabrik AB grundas.
- 1892 (10 mars) – Tågfärjeförbindelsen mellan Helsingborg och Helsingör invigs.
- 1896 - Värd för det första SM i friidrott
- 1903 – Industriutställning i Helsingborg. Terrasstrapporna invigs. Spårvagnstrafik börjar.
- 1907 – Helsingborgs IF grundas, via en sammanslagning av Stattena IF och IF Svithiod
- 1912 – Helsingborg stavas Hälsingborg efter stavningsreformen 1906.
- 1921 – Helsingborgs teater blir Sveriges första stadsteater.
- 1932 – Helsingborgs konserthus invigs.
- 1945 (8 februari) – Allierat plan skjuts ner i Helsingborg. Åtta döda.
- 1955 (10 juni) – H55-utställningen invigs.
- 1967 (3 september) – Högertrafikomläggningen medför att spårvagnstrafiken avskaffas.
- 1971 – Stadskommunen Hälsingborgs stad upplöses när Helsingborgs kommun bildas. Helsingborg stavas igen som Helsingborg.
- 1976 – Gamla teatern rivs och ersätts av en ny.
- 1991 (9 juni) – Helsingborgs centralstation då kallad Knutpunkten, Helsingborgs nya resecentrum, invigs.
- 1999 (10 juni) – Helsingborgsutställningen H99 invigs.
- 2000 – Tågfärjetrafiken mellan Helsingborg och Helsingör upphör på grund av öppnandet av Öresundsbron. Bil- och passagerarfärjetrafiken fortsätter som tidigare.
- 2002 (27 april) – Dunkers kulturhus invigs vid Sundstorget.
- 2022 - Stadsutställningen H22.

### Administrativa tillhörigheter
Helsingborgs stad ombildades vid kommunreformen 1862 till en stadskommun. 1905 inkorporerades större delen av Helsingborgs landsförsamlings municipalsamhälle och 1907 återstående delen. 1919 införlivades resterande del av Helsingborgs socken/landskommun. 1914 införlivades en del av Raus socken/landskommun och 1918 resterande del. 1971 uppgick stadskommunen i Helsingborgs kommun med Helsingborg som centralort.
I kyrkligt hänseende har Helsingborg till 1927 hört till Helsingborgs församling, före 1919 benämnd Helsingborgs stadsförsamling och vari då Helsingborgs landsförsamling uppgick. Stadsförsamlingen delades 1927 upp i Helsingborgs Gustav Adolfs församling och Helsingborgs Maria församling, ur vilken Filborna församling utbröts 1977. Efter införlivning 1914/1918 av Raus socken hör delar av området för Raus församling till stadens bebyggelse. Bebyggelsen har sedan efter 1960 expanderat och omfattar mindre delar av Kropps församling och Allerums församling.
Orten ingick till 1971 i domkretsen för Helsingborgs rådhusrätt. Sedan 1971 ingår tätorten i Helsingborgs domsaga.

### Befolkningsutveckling
Fram till mitten av 1800-talet kunde Helsingborg betecknas som en småstad och hade innan detta en befolkning på endast runt 1 000 invånare. I och med industrialismens genombrott i staden började befolkningen under andra hälften av 1800-talet, och en stor del av 1900-talet, öka explosionsartat. Mellan 1850 och 1900 sexdubblades folkmängden genom en ökning från 4 140 till 24 670 invånare. Detta var vid tidpunkten den största procentuella folkökningen i Sverige och Helsingborg var då Sveriges femte största stad. Under det sena 1900-talets nedgång inom industrin saktades ökningen av befolkningskurvan ned, men bibehåller ändå en svag stigning av befolkningsökningen i staden. Kravet på nya bostäder är höga och särskilt har kön för fribyggartomter ökat kraftigt.
I sin bok Fjärde staden: Placemarketing Helsingborg har Ola Tufvesson, universitetslektor i kulturgeografi på Campus Helsingborg, studerat stadens utgångspunkt vad gäller befolkning. Staden ligger i ett väldigt befolkningstätt område och i stället för att jämföra folkmängden mellan kommuner, som kan variera i yta, framlägger Tufvesson tesen att se hur många människor som bor inom tre mils radie från stadens rådhus. Inom Helsingborgs sfär skulle det då bo ungefär 300 000 människor, vilket gör att Tufvesson anser att Helsingborg kan kalla sig Sveriges fjärde största stad. Något definierat storstadsområde existerar dock inte, även om ett flertal nordvästskånska kommuner samarbetar genom Familjen Helsingborg. Enligt organisationen förväntas det 2022 bo 353 000 invånare i Familjen Helsingborgs område.
Antalet utrikes födda i Helsingborg, vilka kommer från cirka 165 länder, uppgick 2019 till 38 955, motsvarande 26,4 % av den totala folkmängden. Sedan år 2000 har andelen utrikes födda i Helsingborg ökat med 11,3 %. Cirka 8 % av de yngre barnen 0-6 år är utrikesfödda och 18 % av grundskolebarnen 7-15 år. Av den arbetsföra befolkningen 19-64 år är 33 % utrikesfödda.
| Befolkningsutvecklingen i Helsingborg 1900–2020                        | Befolkningsutvecklingen i Helsingborg 1900–2020 | Befolkningsutvecklingen i Helsingborg 1900–2020 | Befolkningsutvecklingen i Helsingborg 1900–2020 | Befolkningsutvecklingen i Helsingborg 1900–2020 |
| ---------------------------------------------------------------------- | ----------------------------------------------- | ----------------------------------------------- | ----------------------------------------------- | ----------------------------------------------- |
|                                                                        |                                                 |                                                 |                                                 |                                                 |
| År                                                                     |                                                 |                                                 | Folkmängd                                       | Areal (ha)                                      |
| 1900                                                                   | 1900                                            |                                                 | 26 071                                          | †                                               |
| 1960                                                                   | 1960                                            |                                                 | 75 770                                          |                                                 |
| 1965                                                                   | 1965                                            |                                                 | 78 153                                          |                                                 |
| 1970                                                                   | 1970                                            |                                                 | 82 008                                          |                                                 |
| 1975                                                                   | 1975                                            |                                                 | 80 986                                          |                                                 |
| 1980                                                                   | 1980                                            |                                                 | 77 291                                          |                                                 |
| 1990                                                                   | 1990                                            |                                                 | 81 615                                          | 3 391                                           |
| 1995                                                                   | 1995                                            |                                                 | 84 494                                          | 3 646                                           |
| 2000                                                                   | 2000                                            |                                                 | 87 914                                          | 3 690                                           |
| 2005                                                                   | 2005                                            |                                                 | 91 457                                          | 3 763                                           |
| 2010                                                                   | 2010                                            |                                                 | 97 122                                          | 3 841                                           |
| 2015                                                                   | 2015                                            |                                                 | 104 250                                         | 3 957                                           |
| 2020                                                                   | 2020                                            |                                                 | 113 828                                         | 4 095                                           |
| Anm.: Sammanvuxet 2015 med småorten Väla by † Stad med förstäder 1900. |                                                 |                                                 |                                                 |                                                 |

## Stadsbild

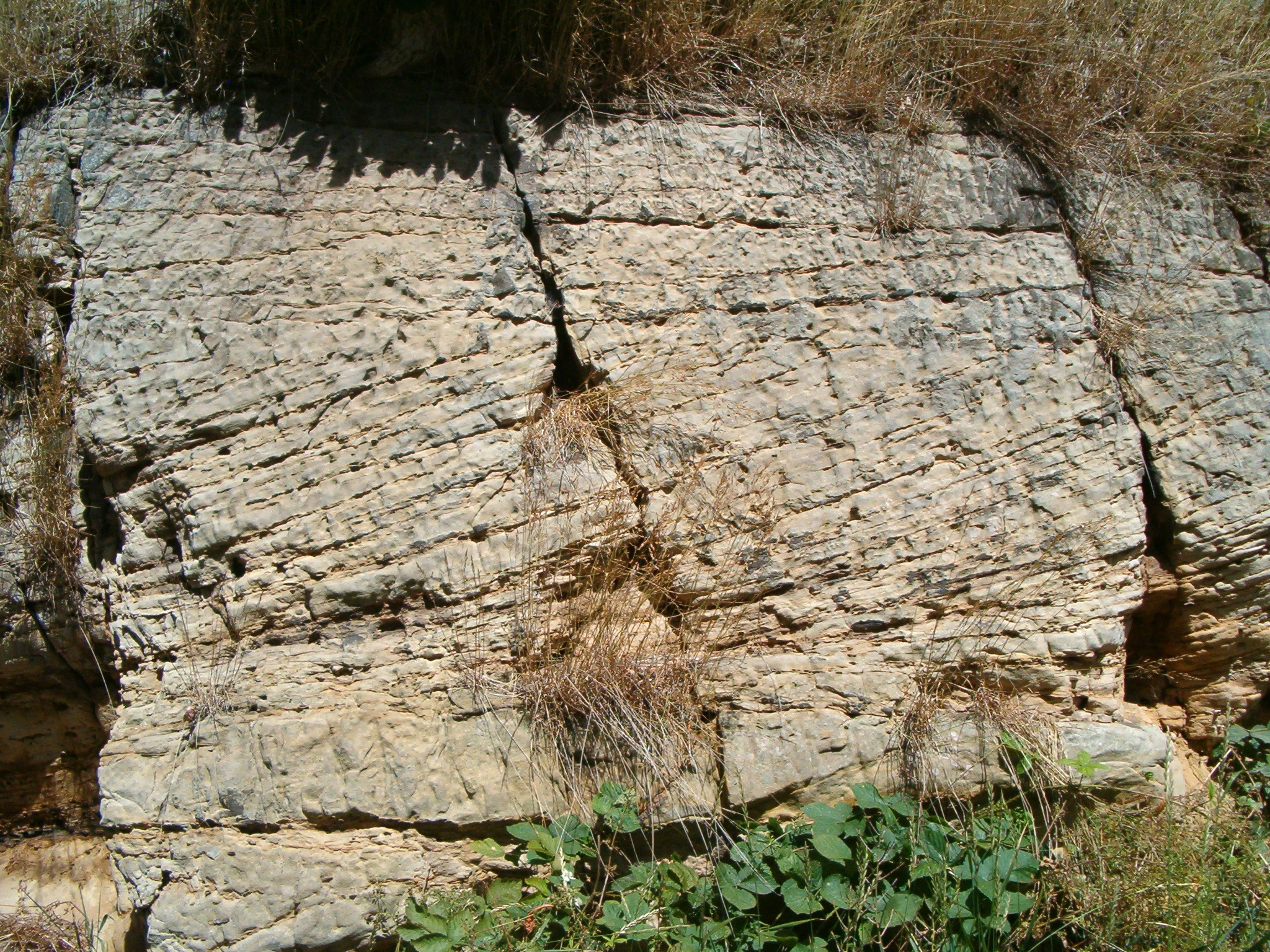
Helsingborgs berggrund består av en kombination av sandsten och lerskiffer.

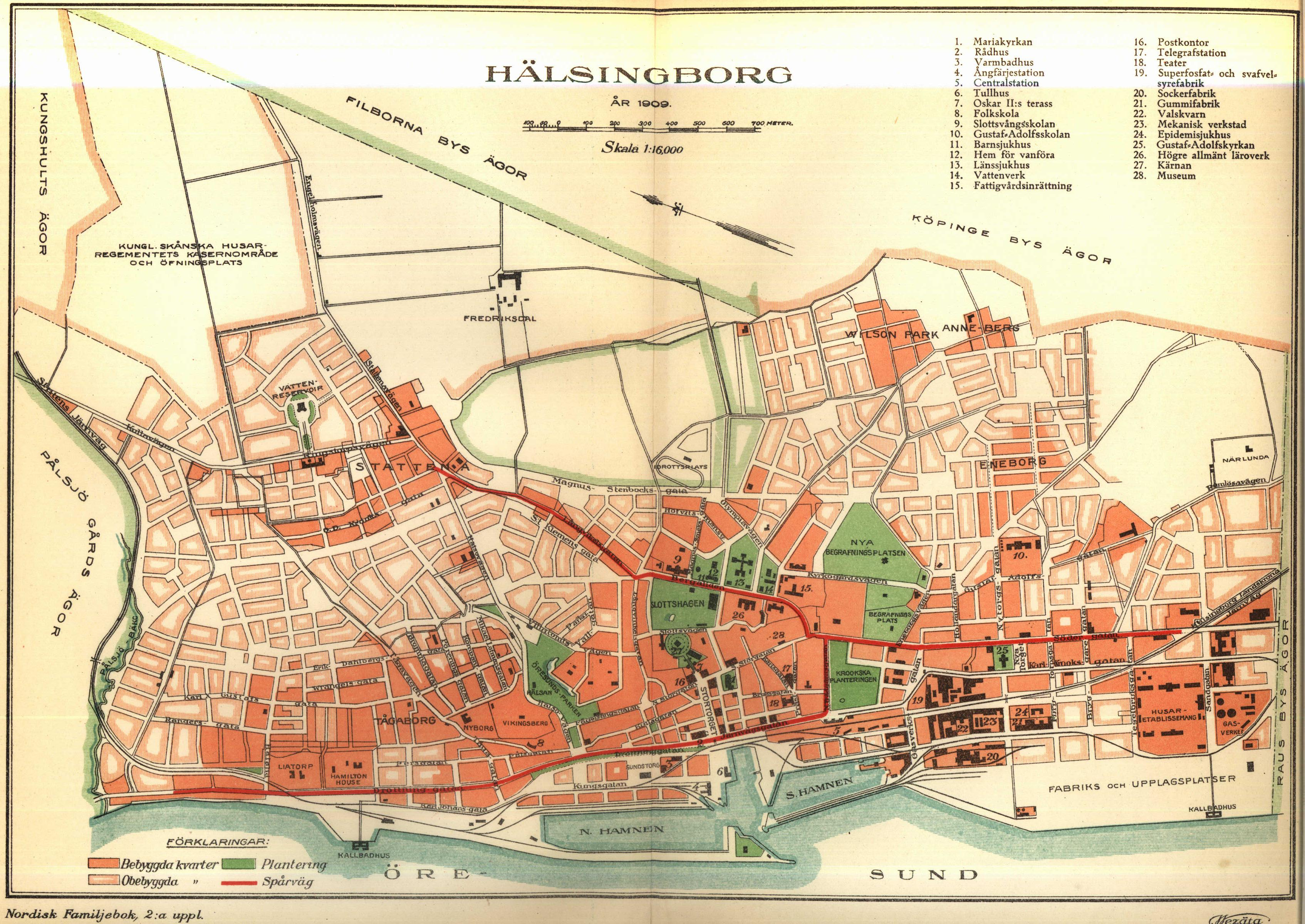
Helsingborgs centrala delar 1909.

### Berggrund
Topografin i Helsingborg domineras av en dramatisk abrasionsbrant, kallad Landborgen, som sträcker sig mellan 20 och 35 meter över havet längs kusten från Pålsjö genom stadens centrum för att sedan ungefär vid Ramlösa vika av och dra sig inåt landet. Denna är en del av en lång förkastningszon som sträcker sig diagonalt genom Skåne, Kattegatt och Östersjön ner till Bornholm, kallad Tornquistzonen. Genom denna har det under istiden brutits dalar och raviner som skär in i branten på flera ställen, där de mest dramatiska är Pålsjödalen och Hälsodalen. 
Berggrunden i Helsingborg består ner till 50–150 meter av bergarter som bildades under rätliastiden i övergången mellan Jura och Krita för 200 miljoner år sedan. Denna berggrund består av en för Sverige unik kombination av sandsten och lerskiffer med inslag av tunna kolflötslar, vilken endast existerar i Skåne. De övre jordlagren består till väster om landborgen till största delen av sand och grus medan lermoräner dominerar över lagren på landborgen.
Råån flyter genom fiskesamhället Råå i södra Helsingborg.

### Stadsbildens karaktär
Landborgen har en stor påverkan på Helsingborgs stadsbild. Dess långa utsträckning gör att Helsingborgs centrum trängs in på den smala landremsa som finns mellan Öresund och landborgens kant. De enda naturliga förbindelserna mellan de nedre delarna av staden och de uppe på platån finns i ett antal raviner som skjuter in i landborgen på ett antal ställen från norr till söder vid Halalid, Tågabacken, Hälsobacken, Långvinkelsgatan, Bergaliden och Gåsebäcksdalen. 

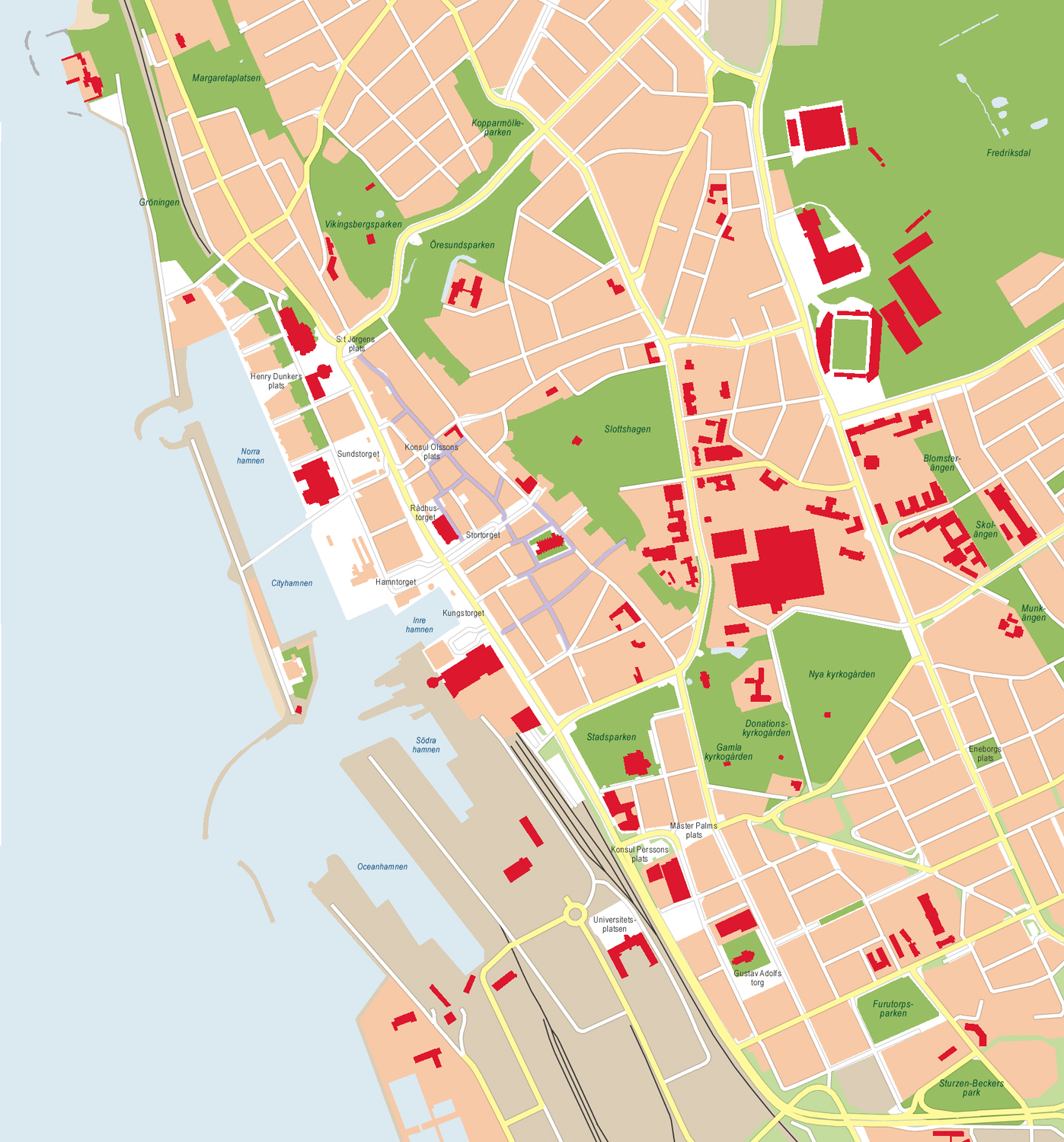
Helsingborgs centrala delar 2006.

Landborgen separerar därmed staden och förhindrar de centrala delarna att växa inåt land. Som resultat ligger stora delar av Helsingborgs centrum på utfyllnadsmark i Öresund. Däremot skapar landborgen också goda möjligheter för kontakt med vattnet och havsutsikt långt inåt land eftersom platån höjer sig över den centrala bebyggelse och bebyggelsen visar upp en sammanhängande fasad ut mot havet.
I centrum är arkitekturen en tätbebyggd stenstad, med monumentala och storstadsmässiga hus mot paradgatorna Drottninggatan och Järnvägsgatan samt mot Stortorget, Sankt Jörgens plats och Trädgårdsgatan. I gatorna bakom denna bebyggelse är arkitekturen mer småskalig och intim.

### Stadsdelar
I takt med att Helsingborg började växa under 1800-talets andra hälft började områden uppstå utanför den gamla stadskärnan, som varit någorlunda oförändrad sedan den senare medeltiden. Till en början benämndes de olika områdena som förstäder, till exempel Östra förstaden (bebyggelsen utmed Långvinkelsgatan) och Södra förstaden (bebyggelsen utmed Södergatan). Dessa benämningar förenklades så småningom: Södra förstaden blev till Söder och bebyggelsen norr om Hälsovägen kallades Norr. Vissa stadsdelar har namn som går längre tillbaka i tiden genom äldre ortnamn eller bebyggelse som inkorporerats i Helsingborg. Bland de ursprungligen självständiga orter som vuxit samman med staden finns Råå, Stattena, Raus plantering och Ramlösa. Andra stadsdelar (såsom Ringstorp, Ättekulla, Högasten och Drottninghög) tar sina namn från fornminnesplatser. Eftersom trakten kring Helsingborg mestadels bestod av odlingslandskap växte flera stadsdelar fram på marker som tillhört landerier eller gårdar och fick därför ofta sina namn därifrån. De områden som fått namn efter landerier är Eneborg, Fredriksdal, Närlunda, Sofieberg och Tågaborg medan de som fått namn från gårdar är Adolfsberg, Berga, Dalhem, Elineberg, Gustavslund och Miatorp.
Gränserna för Helsingborgs olika stadsdelar är inte officiellt fastställda. Istället har Helsingborgs kommun delat in staden i 32 så kallade statistikområden som dock ofta motsvarar gamla stadsdelar eller bostadsområden, från vilka de också fått sina namn. Totalt hade statistikområdena en befolkning på 99 856 invånare den 1 januari 2014.
De centrala stadsdelarna norr och söder om stadens gamla stadskärna har traditionellt tillhört olika skikt av samhället. Stadsdelarna Söder, Raus plantering och Högaborg var länge dominerade av flera industrier, vilket gjorde att befolkningen till största delen bestod av arbetare som bosatt sig nära sina arbetsplatser. I de norra stadsdelarna Norr och Tågaborg bosatte sig däremot mestadels välbärgade invånare. Dessa strukturer lever till stor del kvar i Helsingborg. I de södra delarna är arbetslösheten hög och utbildningsnivån låg medan en hög andel högutbildade höginkomsttagare bor i norr. Helsingborgs miljonprogramsområden Dalhem, Drottninghög och Fredriksdal uppvisar även de en lägre utbildningsnivå och högre arbetslöshet medan de allra sydligaste delarna som Ramlösa och Råå uppvisar en större andel höginkomsttagare med eftergymnasial utbildning.
Oceanhamnen är en stadsdel under uppbyggnad som står som värd för stora delar av H22.
| - 1. Norr (3 699) - 2. Mariastaden (4 361) - 3. Ringstorp (3 498) - 4. Berga (1 805) - 5. Drottninghög (3 082) - 6. Dalhem (5 242) - 7. Tågaborg[a] (7 451) - 8. Stattena (2 661) - 9. Fredriksdal (4 721) - 10. Slottshöjden (3 753) - 11. Olympia (1 824) | - 12. Centrum (3 430) - 13. Eneborg (3 956) - 14. Wilson Park (2 115) - 15. Rosengården (4 488) - 16. Husensjö (1 623) - 17. Sofieberg (1 712) - 18. Adolfsberg (4 442) - 19. Söder (4 196) - 20. Högaborg (4 115) - 21. Fältabacken (991) - 22. Närlunda (1 256) | - 23. Eskilsminne (1 865) - 24. Gustavslund (3 073) - 25. Planteringen (2 842) - 26. Elineberg (2 333) - 27. Ramlösa (4 508) - 28. Miatorp (2 672) - 29. Högasten (997) - 30. Ättekulla (3 940) - 31. Råå (3 205) |

Noteringar

Översiktskarta över Helsingborgs stadsdelar.

- ^  Tågaborg delas av Helsingborgs stad in i två statistikområden: Tågaborg N (7a) med ett invånarantal på 3 353 och Tågaborg S (7b) med ett invånarantal på 4 098 per den 1 januari 2014.[36]

### Bebyggelsen
De mesta av den äldre arkitekturen har förstörts i samband med krig. Särskilt förödande var det skånska kriget när först den danske kungen Kristian V rev stora delar av staden för att stärka dess befästningar och sedan Karl XI rev större delen av Helsingborgs slott för att bara lämna kvar Kärnan. Några av de enda spåren av profan bebyggelse från 1600- och 1700-talen är Jacob Hansens hus, Gamlegård och Henckelska gården.
Den största delen av bebyggelsen i stadens centrala delar är från slutet av 1800-talet till exempel längs de nybyggda paradgatorna Drottninggatan och Järnvägsgatan, fortfarande några av stadens huvudleder, och Stortorget. Bland dessa byggnader finns Hotell Mollberg, Continentalpalatset och rådhuset. Jugendstilen är rikt representerad, särskilt i området väster om Olympia där ett helt villaområde domineras av jugendstilens rundade former och dekorativa inslag. Under modernismen byggdes pampiga funkisbyggnader bland vilka Helsingborgs konserthus, ritat av Sven Markelius, utmärker sig som Sveriges första monumentala funkisbyggnad. I gatorna bakom många pampiga fasader, till exempel längs Bruksgatan och runt Sankta Maria kyrka finns fortfarande flera byggnader av blygsammare och småskaligare natur. Helsingborg är en utpräglad stenstad med endast få exempel på byggnader i korsvirke eller trä i de centrala delarna. Som en träbyggnad av betydelse kan nämnas före detta Ångfärjestationen, ritad av Folke Zettervall, som ligger invid Hamntorget. Ett annat sällsynt exempel av äldre datum är Tornérhjelmska huset från 1804 på Fågelsångsgatan. 
Exempel på byggnader 
| - Dunkers kulturhus - Folkets hus - Fredriksdals herrgård - Gamlegård - Gustav Adolfs kyrka - Helsingborgs centralstation - Henckelska gården - Hotell Mollberg - Idrottens hus - Jacob Hansens hus | - Konserthuset - Konsul Perssons villa - Krematoriet - Kärnan - Lasarettet - Nicolaiskolan - Olympiaskolan - Ramlösa brunnshotell - Raus kyrka - Rådhuset | - Sankta Maria kyrka - Sankta Maria sjukhus - Simhallsbadet - Sofiero slott - Stadsbiblioteket - Stadsteatern - Terrasstrapporna - Tretornfabriken - Vikingsberg - Ångfärjestationen |

Kyrkobyggnader som tillhör svenska kyrkan är Sankta Maria kyrka, Gustav Adolfs kyrka, Raus kyrka, Sankt Olofs kyrka samt EFS-kyrkan på Råå. Dessutom finns det för den katolska församlingen Sankt Clemens kyrka, för den serbisk-ortodox församlingen Sankt Basilius den Stores kyrka, samt för ett stort antal frikyrkoförsamlingar som Jesu Kristi kyrka av sista dagars heliga, Pingstkyrkan och Equmeniakyrkan finns det egna lokaler. Ytterligare finns en muslimsk församling, med bland annat en moské belägen vid korsningen Rusthållsgatan-Brunnbäcksgatan i stadsdelen Miatorp och en judisk församling, vars synagoga är belägen i von Platenska huset på Springpostgränden i centrala Helsingborg.

### Torg och platser

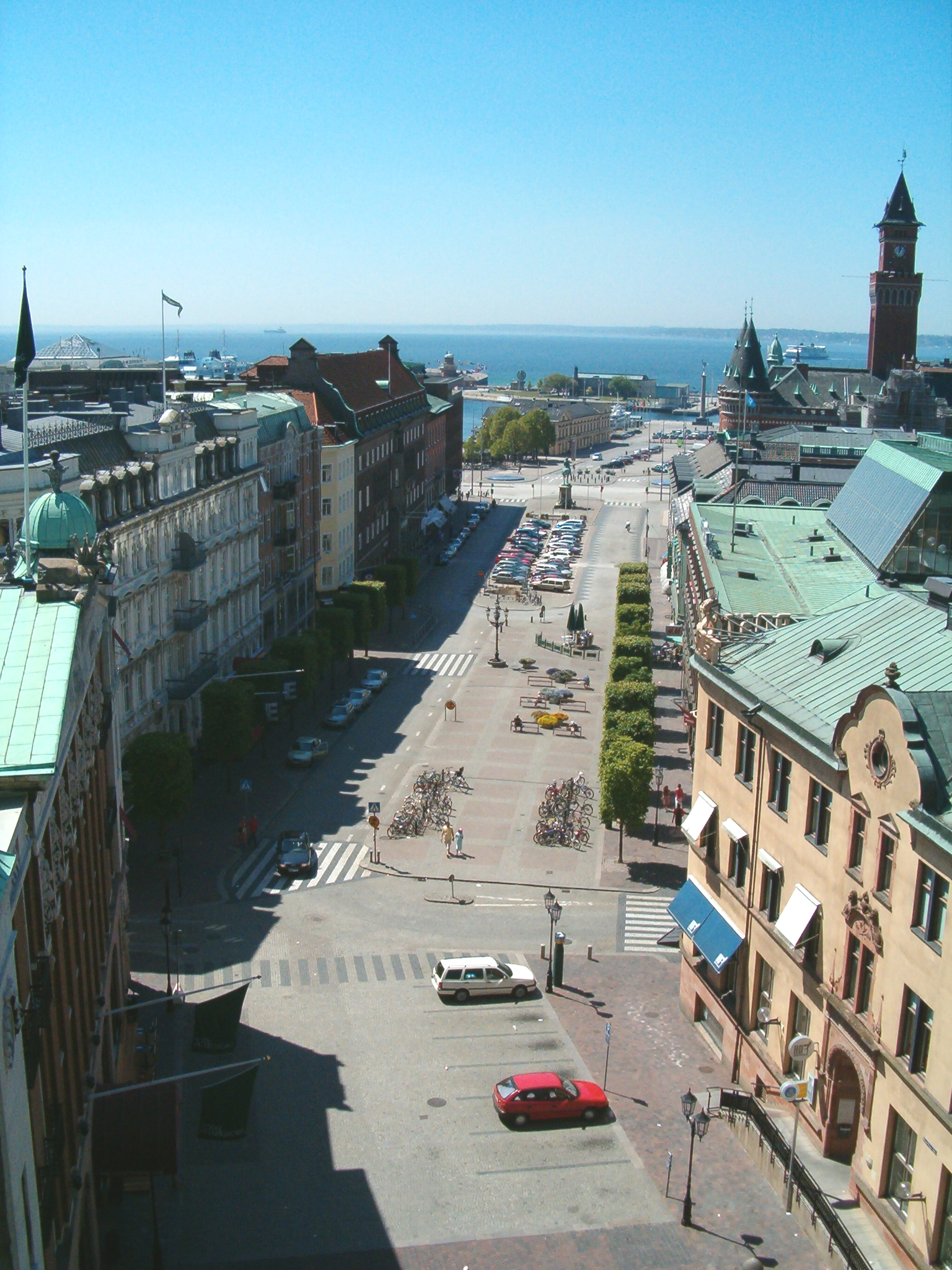
Stortorget sett från Terrasstrapporna.

Det mest centrala torget i Helsingborg är Stortorget, som sträcker sig från Terrasstrapporna och Konsul Trapps plats i öster och sluttar lätt ner mot övergången mellan Drottninggatan och Järnvägsgatan i väster. Torget har fått sin säregna avlånga karaktär av att det tillkom under den danska ockupationen av staden på 1670-talet när den danska armén drog en bred försörjningslinje mellan Helsingborgs slott och hamnen, rakt genom befintlig bebyggelse. 1692 beslutade generalguvernören i Skåne, Rutger von Ascheberg, att man på denna plats skulle anlägga stadens nya torg.
I Stortorgets förlängning ut mot hamnen ligger Hamntorget som tillkom på 1890-talet i och med byggnationen av Norra hamnen. Vid torget ligger gamla tullhuset, som sedan länge varit terminal åt personfärjor över sundet, och Ångfärjestationen. Längst i öster, strax vid pirkanten, tronar Carl Milles staty Sjöfartsgudinnan på en hög piedestal och vid sidan om denna finns ett monument över Karl XIV Johans landstigning i Helsingborg. Från Hamntorget och bort mot Helsingborgs centralstation ligger Kungstorget som, efter att ha varit mestadels parkering och banområde under den tid då det gick järnvägsspår rakt genom staden, numera är omvandlat till en plats med uteserveringar och scen för olika tillställningar.
Sundstorget byggdes 1865 på utfyllnadsmark i Öresund. Runt torget byggdes flera monumentala byggnader främst från runt sekelskiftet 1900. På grund av uppförandet av en saluhall i torgets västra del flyttades större delen av torghandeln från Stortorget till Sundstorget. Under den senare delen av 1900-talet revs dock saluhallen och torget blev i stället ett parkeringstorg så när som på en liten yta där Sundstorgets grill låg. 2004 byggdes torget om och parkeringen förlades i ett underjordiskt parkeringsgarage på två våningar samt att en saluhall i glas byggdes, denna gång i torgets södra sida. Längs torgets norra fasad ligger flera restauranger och i väster innesluts torget av Dunkers kulturhus.
Flera platser i Helsingborg har fått namn av personer med stor betydelse för staden. Några exempel är Henry Dunkers plats mellan konserthuset och stadsteatern, som fick sitt namn vid H99-utställningen för att hedra Henry Dunkers bidrag till stadens kulturliv genom Dunkerska stiftelserna. Konsul Olssons plats är centralt belägen, inbäddad vid mitten av Kullagatan i närheten av konsul Petter Olssons magasinbyggnad. Vid Terrasstrapporna har konsul Oscar Trapp hedrats med en egen plats som tack för dennes pådrivning av restaureringen av Kärnan, byggandet av Terrasstrapporna och bevarandet av flera äldre byggnader. Vid platsen där den gamla, numera rivna, teatern låg vid Bruksgatan hedrades regissören Ingmar Bergman med en plats 2008; Bergman var teaterchef på Helsingborgs stadsteater 1944–1946. På Söder ligger Konsul Perssons plats på den tomt där Nils Perssons svavelsyrafabrik tidigare låg. Norr om denna ligger Mäster Palms plats, efter den socialistiske agitatorn August Palm, vilken omges av flera senmodernistiska byggnader såsom Söderpunkten och Fackföreningarnas hus. På Söder ligger även Gustav Adolfs torg, som anlades 1878 som Nya Torg i enlighet med en stadsplan från 1874. Torget fick sitt nuvarande namn av Gustav Adolfs kyrka, som uppfördes 1897 i torgets norra del. På torget bedrivs torghandel de flesta dagar i veckan.

### Parker och grönområden

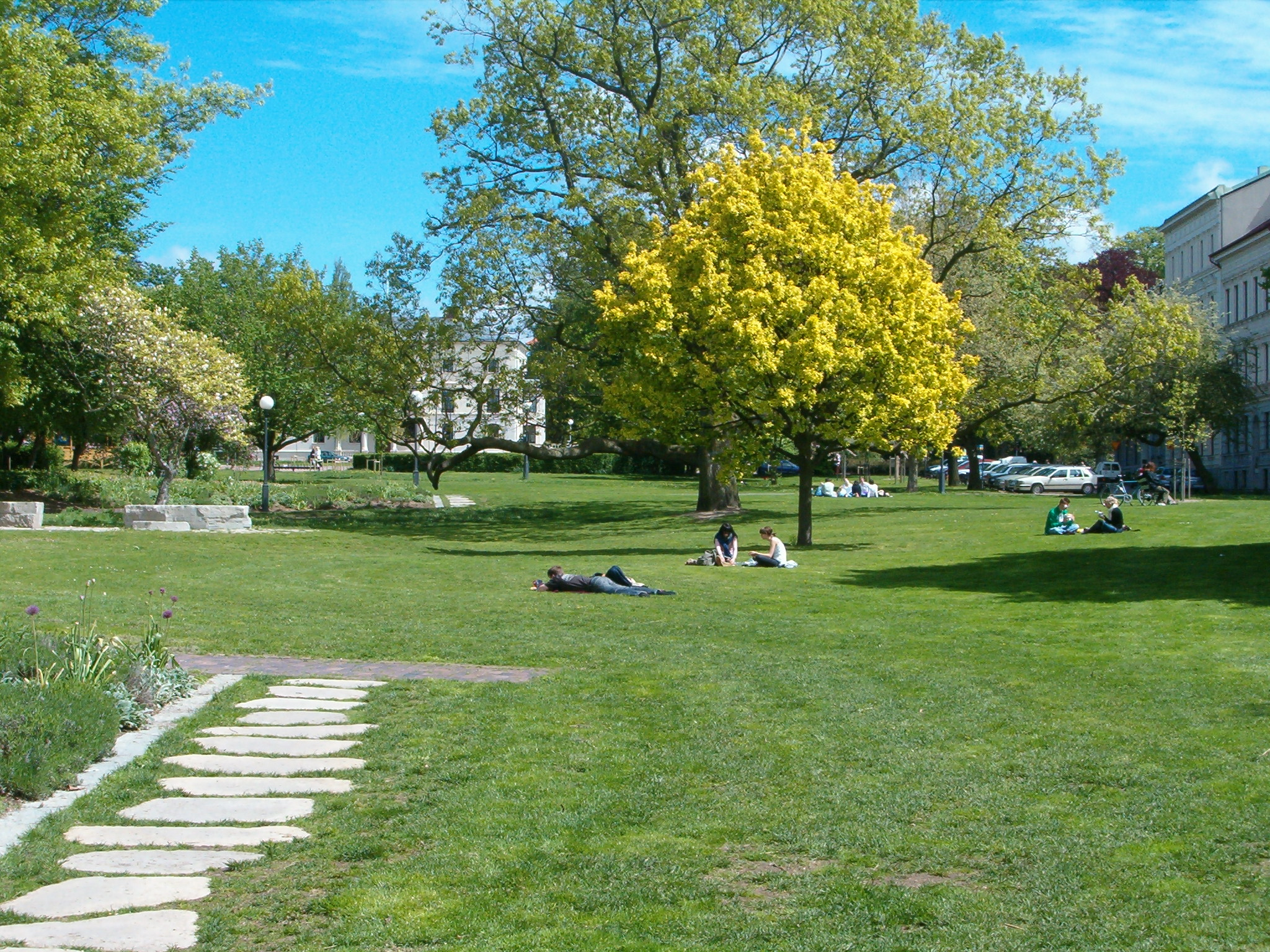
Stadsparken, även kallad Krookska planteringen, öppnades för allmänheten 1877.

Flera av Helsingborgs parker ligger som en krans runt stadens centrala delar där de allra första parkerna kom till på sent 1800-tal. Förtätningen av staden och de många nya industrierna gjorde att behovet av grönområden för avkoppling och rekreation blev allt påtagligare. Många av stadens parker har tidigare varit trädgårdar som donerats till staden av dess välbemedlade ägare.
Den första riktiga park som anlades var Krookska planteringen belägen mellan Helsingborgs dåvarande innerstad och den nya stadsdelen Söder. På platsen låg tidigare Bollbrolyckan, som var en del av stadens fäladsmark. Planer fanns att bebygga marken för att knyta samman stadsdelarna, men i stället köpte syskonen Krook upp och donerade den till staden att användas till plantering. Parken anlades 1873–1874 och öppnades för allmänheten 1877.
En annan tidig park i Helsingborg är Öresundsparken som är belägen i en ravin i landborgen kallad Hälsobacken, men även med en del uppe på landborgen. Parken anlades 1876–1877 efter att verksamheten i de vattenkvarnar som bildade Helsingborgs tidigaste industriområde flyttat till det nya industriområdet på Söder. Parkens sluttningar är rikt bevuxna med rhododendronbuskar och skuggande träd. Här ligger även Sofiakällan som påträffades 1889 och som är Sveriges enda naturliga saltvattenkälla. Området runt Kärnan har hyst väldigt sparsam bebyggelse ända sedan Karl XI beordrade att hela slottet, förutom Kärnan, skulle rivas. I samband med Helsingborgsutställningen 1903 kring Kärnan anlades en park kallad Slottshagen och en lekplats har funnits i parken sedan 1906.

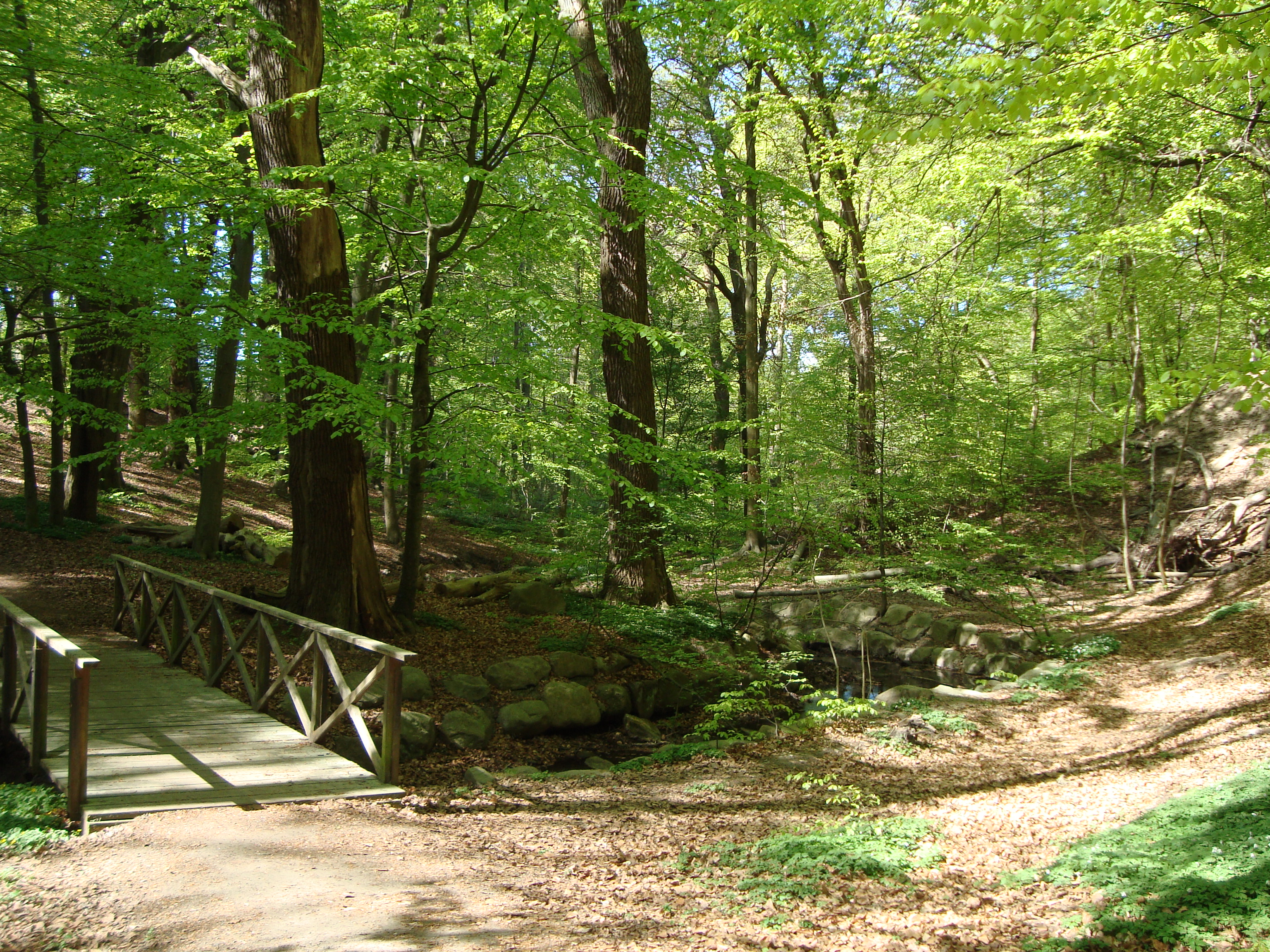
Pålsjö skog ligger i de norra delarna av Helsingborg.

Några av Helsingborgs mest kända parker har tillkommit genom donationer från några av stadens prominenta invånare. Öster om idrottsområdet på Olympia ligger Fredriksdals friluftsmuseum, som 1918 donerades till Helsingborgs stad av konsul Trapps änka, Gisela Trapp. Parken hyser Fredriksdals herrgård, botanisk trädgård, fruktträdgård och Fredriksdalsteatern. Efter Gustaf VI Adolfs död erhöll Helsingborgs stad Sofiero slott med tillhörande trädgård som gåva. Parken har blivit berömd för sina många olika arter av rhododendron och olika evenemang, som orkidétävlingen Sofiero Trophy och veteranbilsutställningen Sofiero Classic. En annan donation är Vikingsberg med tillhörande park, beläget på landborgen, som Ida och Otto Banck överlämnade till staden 1912. Själva villan på Vikingsberg hyste länge stadens konstsamling och är nu för tiden privat konstgalleri. Parken består av både buskinramade trädgårdar, näckrosdamm och öppna grönytor.
Ännu en av de namnkunnigare parkerna är Ramlösa brunnspark i södra delen av Helsingborg. Här låg den gamla Ramlösakällan som varit i bruk från 1707. På 1700- och 1800-talen dracks det ofta brunn i parken och flera kända personer har lovprisat vattnet, till exempel Carl von Linné och Carl Hårleman. Området är en lummig park runt dalen där den gamla järnhaltiga vattenkällan är placerad. I parken finns även flera byggnader, till största delen i gulmålat trä med vita lövsågeridetaljer, bevarade ovanför dalen sedan hälsobrunnens tid. Två andra natursköna områden avgränsar staden i norr och i söder. I norr ligger Pålsjö skog belägen runt en ravin i landborgen och ett populärt friluftsområde. Vid skogen ligger Pålsjö slott med tillhörande slottspark. I söder ligger Rååns dalgång, med sluttningar ned mot ån med naturskog och betesmarker, så skyddsvärt att området nu för tiden är naturreservat. Vid kanten av Råån ligger Raus kyrka, som är Helsingborgs äldsta kyrka med anor från 1100-talet.
I och med skapandet av Landborgspromenaden har flera av stadens parker bundits ihop, från Pålsjö skog till Råådalen genom ett vandringsstråk på landborgens kant.

### Stränder

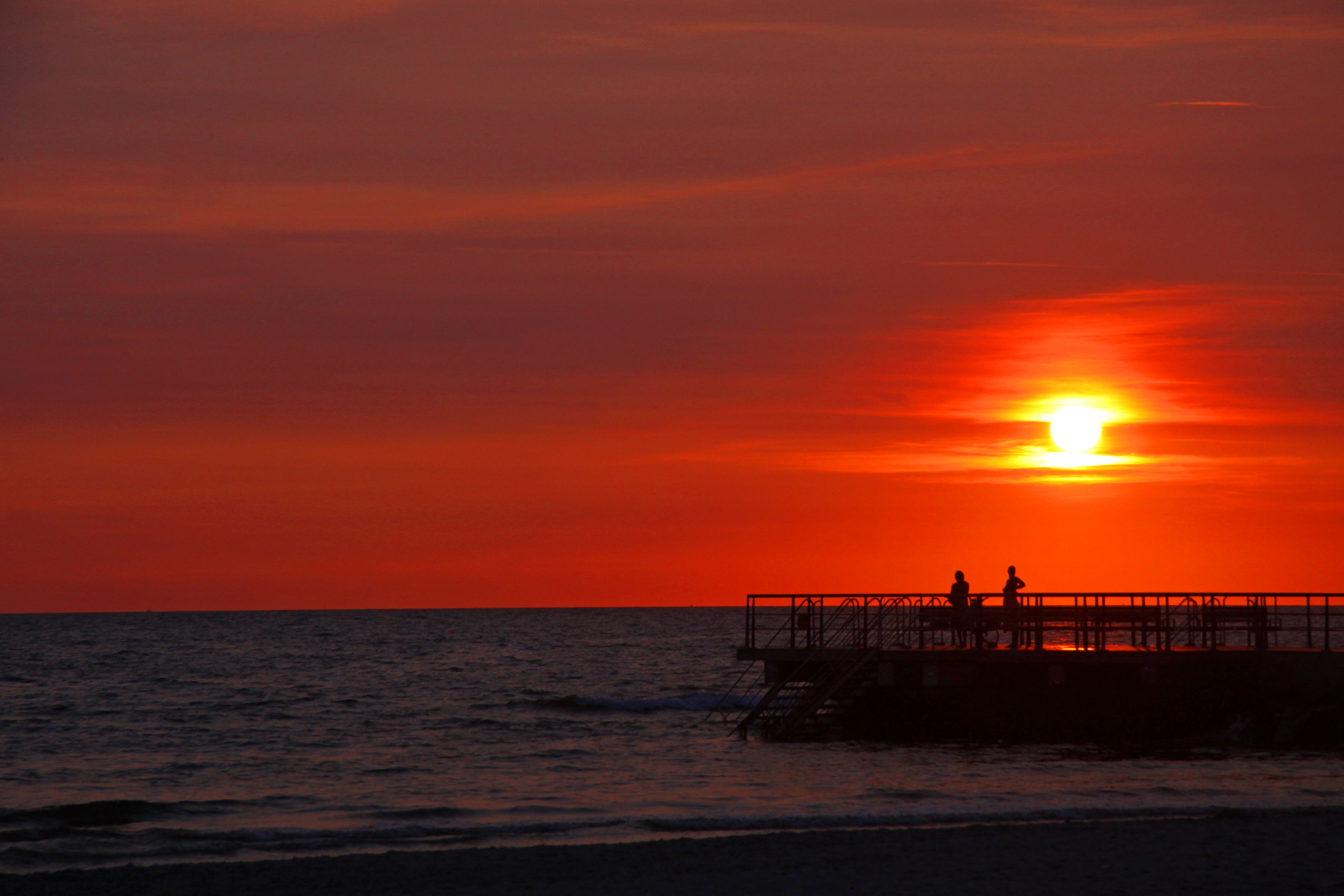
Soldnedgång vid Örestrandsbadet, även kallad Fria Bad.

Helsingborg har ett flertal badstränder på gångavstånd från centrum. En av dessa stränder är Tropical Beach på Parapeten, anlagd i samband med H99-utställningen, med utplacerade palmer, spänger och solstolar. Vidare norrut, längs Strandpromenaden, ligger Järnvägsmännens bad och Gröningen. Här finns en stor grönyta att sola på samt ett stort trädäck med tillhörande bryggor. Vidare norrut längs promenaden ligger en av Helsingborgs mest populära stränder Örestrandsbadet, eller Fria Bad som det kallas i folkmun. Stadens nordligaste stränder är Vikingstrand, väl anpassad för funktionshindrade, och Tinkarpsbadet, vilket är en av de lugnare stränderna i Helsingborg.
Söder om Helsingborg är Öresund väldigt långgrunt. Här ligger stränderna Råå vallar och Örby ängar. Norr om dessa, nära hamnområdet, ligger Helsingborgs enda naturiststrand: Knähakenbadet. Det finns även tre kallbadhus i staden. Två av dem i norr, Pålsjöbaden (strax söder om Vikingstrand) och Norra kallbadhuset (eller Kallis som det kallas i folkmun), mellan Gröningen och Fria Bad. I söder ligger Råå kallbadhus vid Rååbadet invid småbåtshamnen.

## Klimat
Helsingborg har, liksom större delen av Sverige, ett tempererat klimat, vilket för Helsingborgs del även påverkas av kustklimat. Dock kan det blåsa rätt mycket i Helsingborg, vilket gör att kyleffekten bidrar till att kalla temperaturer känns bistrare. Årsmedeltemperaturen ligger på 8,2 °C grader och månadsmedeltemperaturerna i januari och juli är -0,1 °C respektive 16,8 °C. Årsnederbörden är i medeltal på 568 mm.
Klimattabell
|                                            | Jan  | Feb  | Mar  | Apr  | Maj  | Jun  | Jul  | Aug  | Sep  | Okt  | Nov  | Dec  |
| ------------------------------------------ | ---- | ---- | ---- | ---- | ---- | ---- | ---- | ---- | ---- | ---- | ---- | ---- |
| Normaldygnets maximitemperaturs medelvärde | 2    | 4    | 6    | 12   | 16   | 19   | 21   | 22   | 18   | 12   | 6    | 3    |
| Normaldygnets minimitemperaturs medelvärde | −1   | −1   | 0    | 3    | 7    | 11   | 13   | 13   | 10   | 6    | 3    | 0    |
|                                            |      |      |      |      |      |      |      |      |      |      |      |      |
| Nederbörd                                  | 40,1 | 43,0 | 36,8 | 31,6 | 57,3 | 80,0 | 73,0 | 74,1 | 50,4 | 70,0 | 48,5 | 51,9 |

| Diagram | temperaturer i °C • månadsnederbörd i mm | temperaturer i °C • månadsnederbörd i mm | temperaturer i °C • månadsnederbörd i mm | temperaturer i °C • månadsnederbörd i mm | temperaturer i °C • månadsnederbörd i mm | temperaturer i °C • månadsnederbörd i mm | temperaturer i °C • månadsnederbörd i mm | temperaturer i °C • månadsnederbörd i mm | temperaturer i °C • månadsnederbörd i mm | temperaturer i °C • månadsnederbörd i mm | temperaturer i °C • månadsnederbörd i mm | temperaturer i °C • månadsnederbörd i mm |
|         | 40 2 -1                                  | 43 4 -1                                  | 37 6 0                                   | 32 12 3                                  | 57 16 7                                  | 80 19 11                                 | 73 21 13                                 | 74 22 13                                 | 50 18 10                                 | 70 12 6                                  | 49 6 3                                   | 52 3 0                                   |

## Kultur- och nöjesliv

### Museer

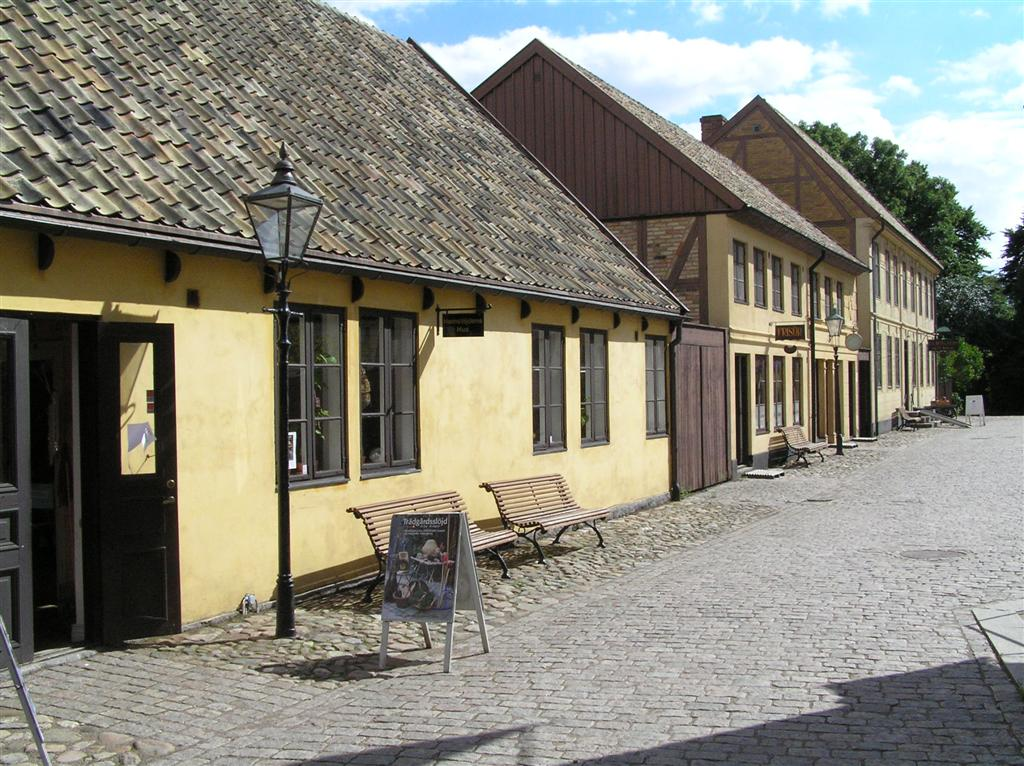
Stadskvarter med kulturhistoriska byggnader på Fredriksdals friluftsmuseum.

Den historieintresserade konsuln Oscar Trapp föreslog i början av 1900-talet att ett museum skulle inrättas i Helsingborg och 1909 öppnade det nya stadsmuseet, inhyst i den gamla skolbyggnaden på Södra Storgatan, med samlingar som börjat samlas in redan på 1890-talet. Den ursprungliga samlingen bestod av både naturvetenskapliga, arkeologiska, etnografiska och kulturhistoriska föremål samt konstverk. När Otto Banck donerade Vikingsberg till Helsingborgs stad 1912 kunde konstsamlingarna inhysas där, som flyttades dit 1929. 1918 donerade Oscar Trapps änka Gisela Trapp Fredriksdal med tillhörande marker till museet, med föremålet att det skulle användas som friluftsmuseum och dessutom skulle markerna finansiera museets verksamhet. Med tiden kom Stadsmuseets lokaler på Södra Storgatan att bli för små, men det dröjde till 2002 innan detta problem löstes då både de kultur- och stadshistoriska samlingarna på Södra Storgatan och konstsamlingen på Vikingsberg flyttades till det nybyggda Dunkers kulturhus.

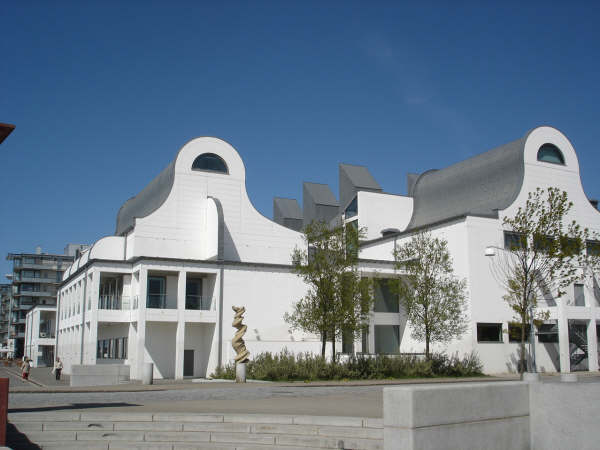
Dunkers kulturhus söderfasad, sedd från Helsingörskajen.

Fredriksdals friluftsmuseum har genom tidens lopp utökats med historiska gårdar från olika platser i Skåne och kulturhistoriskt intressanta byggnader från Helsingborgs äldre stadsbebyggelse. På museet finns också en fruktträdgård, botanisk trädgård och friluftsteater. I ett av husen från gamla Helsingborg ligger Grafiska museet, som är Nordens största tryckerimuseum, och visar tryckerikonstens historia från Johannes Gutenberg fram till vår tid. I anknytning till Fredriksdal ligger Kulturmagasinet, där stora delar av de mycket omfattande samlingarna från Helsingborgs museer förvaras. Kulturmagasinet ansvarar även för Kärnans underhåll, i egenskap av ägare, samt kulturmiljövård och konservering.
Vid Bergaliden, öster om Kärnan, ligger ytterligare två museer. Det ena är Skolmuseet, som invigdes 1985, beläget i den gamla Östra skolan vid sidan om Slottsvångsskolan. Skolmuseet visar restaurerade skolmiljöer och föremål som använts på olika folkskolor i Helsingborgs kommun genom åren. Det andra är Medicinhistoriska museet, inhyst i det före detta barnsjukhuset, som i sin tur visar miljöer och föremål från vården. I det nyrenoverade före detta IOGT-huset, på Carl Krooks gata på Söder, ligger Helsingborgs idrottsmuseum som ställer ut föremål från stadens idrottshistoria samt arrangerar olika evenemang, föreläsninger och utser Årets idrottare i Helsingborg.
Utanför staden ligger det privatägda Beredskapsmuseet, Sveriges enda museum i en underjordisk försvarsanläggning från andra världskriget: Batteri Helsingborg. Beredskapsmuseet är riksbekant framför allt genom tvisten om bilden En svensk tiger.

### Musik och teater

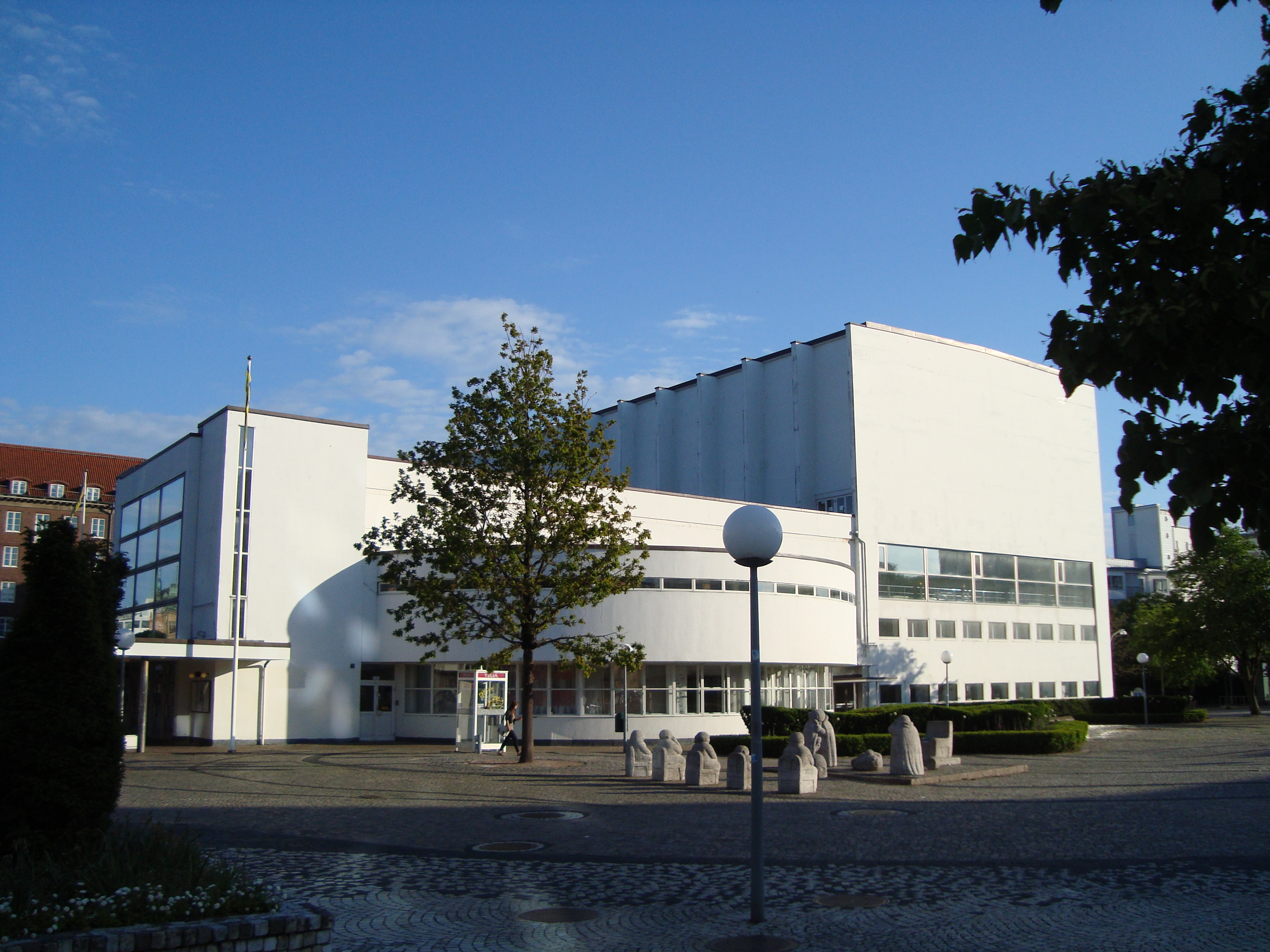
Helsingborgs konserthus invigdes i november 1932.

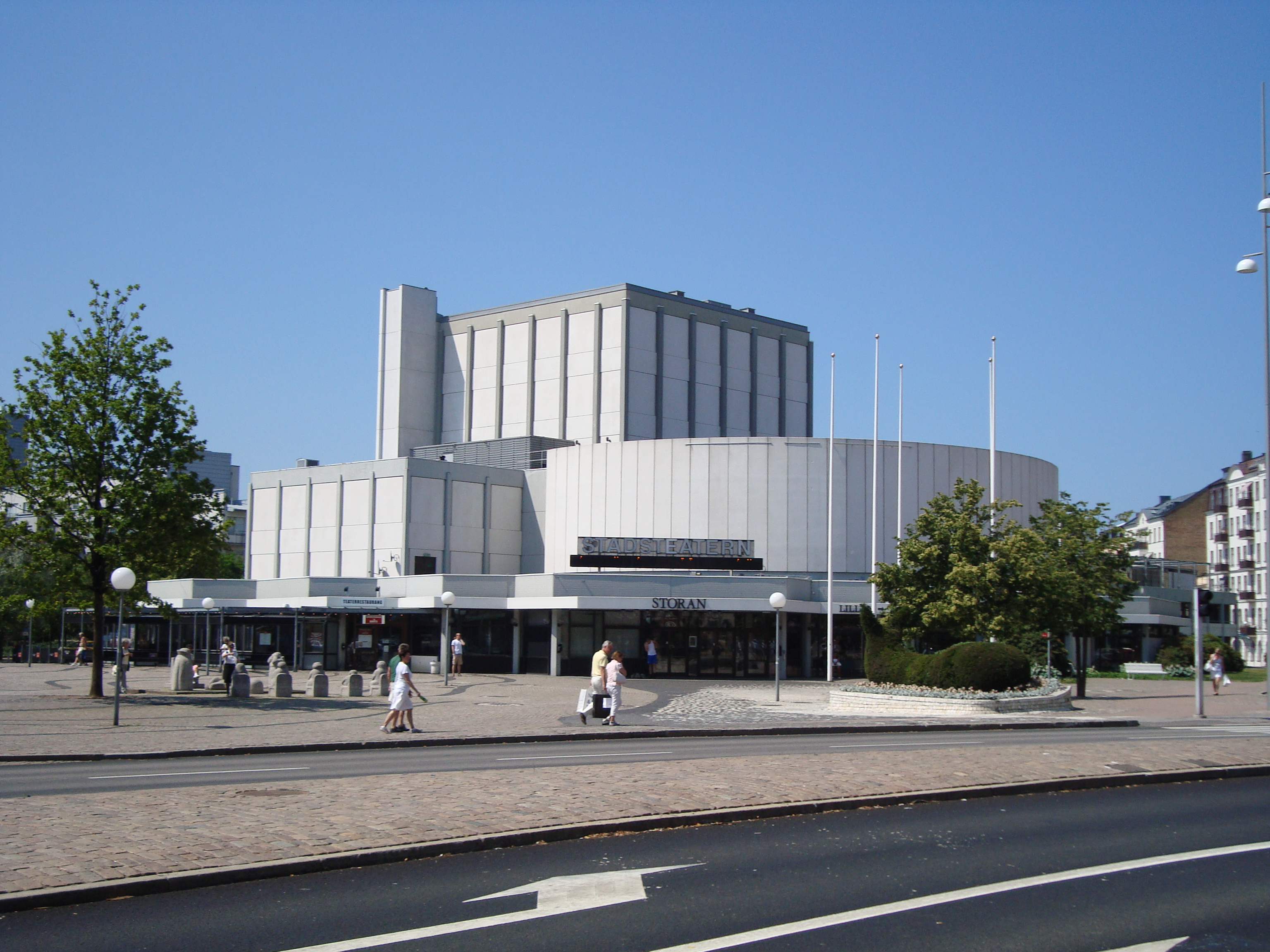
Helsingborgs stadsteater grundades 1921 och 1976 öppnade den nya stadsteatern vid Henry Dunkers plats.

Under första hälften av 1800-talet var konserter ovanliga inslag i Helsingborg. Ett fåtal ensembler framträdde då och då vid någon av stadens hälsobrunnar, antingen Sofiakällan eller Ramlösa, och Husarregementets musikkår gav enstaka utomhuskonserter. 1896 bildades Helsingborgs musiksällskap för att lyfta musiksmaken hos stadens invånare och sällskapet började regelbundet framföra ett antal konserter. 1911 beslutade riksdagen om stöd för upprättande av orkestrar i Sveriges provinsstäder och då Helsingborgs stad också gav ett bidrag bildades den 14 juli 1911 Nordvästra Skånes Orkesterförening (senare Helsingborgs symfoniorkester). De första åren var intresset stort och 1932 stod Helsingborgs konserthus färdigt, designat av Sven Markelius.
I konserthuset går det att regelbundet lyssna på Helsingborgs symfoniorkester liksom flera andra gästande artister. Dunkers kulturhus kan även det erbjuda konserter till exempel när Musikskolans elever framträder. I stadens kyrkor förekommer ofta konserter då mer i de centrala kyrkorna Mariakyrkan och Gustav Adolfs kyrka. Även i Jazzklubbens lokaler i en källare på Kullagatan i centrum bjuds det på konserter och andra klubbar som erbjuder musik är bland annat Telegrafen, Charles Dickens och The Tivoli. Helsingborg har även flera musikföreningar, bland annat Helsingborgs kammarkör, Helsingborgs kammarmusikförening, Visans vänner, Pearls of the Sound, Kvartettsångsällskapet i Helsingborg, Fyrstämman, Tangorma och Helsingborgs vokalensemble.
Helsingborg har en stadsteater som var den första fasta stadsteaterensemblen i Sverige när den grundades 1921. Dock har det funnits en teater i staden sedan 1813 när dåvarande ägaren av Ramlösa brunn, Achates von Platen, fick tillstånd av staden att uppföra ett "provisionellt teaterhus av trä" på Prästgatan. 1859 köptes teatern upp av staden och snart höjdes röster för ett nytt och mer tidsenligt teaterhus, vilket inte kom att invigas förrän 1877. Den nya teatern gjorde att resande teatersällskap allt oftare besökte staden och i början av 1900-talet kom önskemål om en fast teaterensemble, vilken startades 1921. Då den gamla teatern var byggd för resande teatersällskap och inte en fast ensemble blev lokalerna efter hand allt mindre funktionella och dessutom ökade kraven på föreställningarna från publiken. 1976 öppnade därför den nya stadsteatern intill konserthuset vid Henry Dunkers plats och innehåller både en större scen (kallad Storan, med 580 platser) och en mindre scen (kallad Lillan, med upp till 150 platser). Den gamla teatern revs samma år, till stora protester. Ett populärt och välkänt sommarnöje är Fredriksdalsteatern som anlades 1927 och hade sin första uppsättning den 27 juli 1932. Fredriksdalsteatern fick sin stora spridning i riket i och med att Nils Poppe anslöt sig till teatern och de årliga TV-sändningarna därifrån på trettondagen. Det går även att se på utomhusteater i Slottshagen eftersom det regelbundet ges olika revyer i parken under sommaren.

### Restauranger och nattklubbar
Staden har flera framstående restauranger. I 2008 års upplaga av White Guide nämns restaurangerna Gastro, Sofiero Slottsrestaurang, Ristorante Bonasera, Dahlberg samt Café le fil du Rasoir. Av dessa har Gastro fått Vitt kort i svensk mästarklass och Sofiero Slottsrestaurang bedömdes som "mycket god klass". I 2014 års upplaga av White Guide nämndes även restaurangerna Papi Bistro & Njutbar, Inom Mat & Bar, Sillen & Makrillen, Chateau Foret, Fridas, Eki Sushi och Pålsjö Matbar. I Helsingborg finns flera restauranger som både är populära och anrika. Till de mest anrika räknas Mollbergs matsalar, som troligen har funnits som en matinrättning med anknytning till Hotell Mollberg under hela hotellets historia. Eftersom Helsingborg har en speciell relation med Öresund finns det flera restauranger som ligger i anknytning till vattnet. Flera av dem ligger vid Norra hamnen och Kajpromenaden och vidare ut längs Strandpromenaden ligger flera sommarrestauranger. Färjorna till Helsingör har oftast en restaurang där man genom att "tura", alltså att ta färjan över sundet utan att hoppa av i Helsingör, kan få en matupplevelse ute på Öresund.

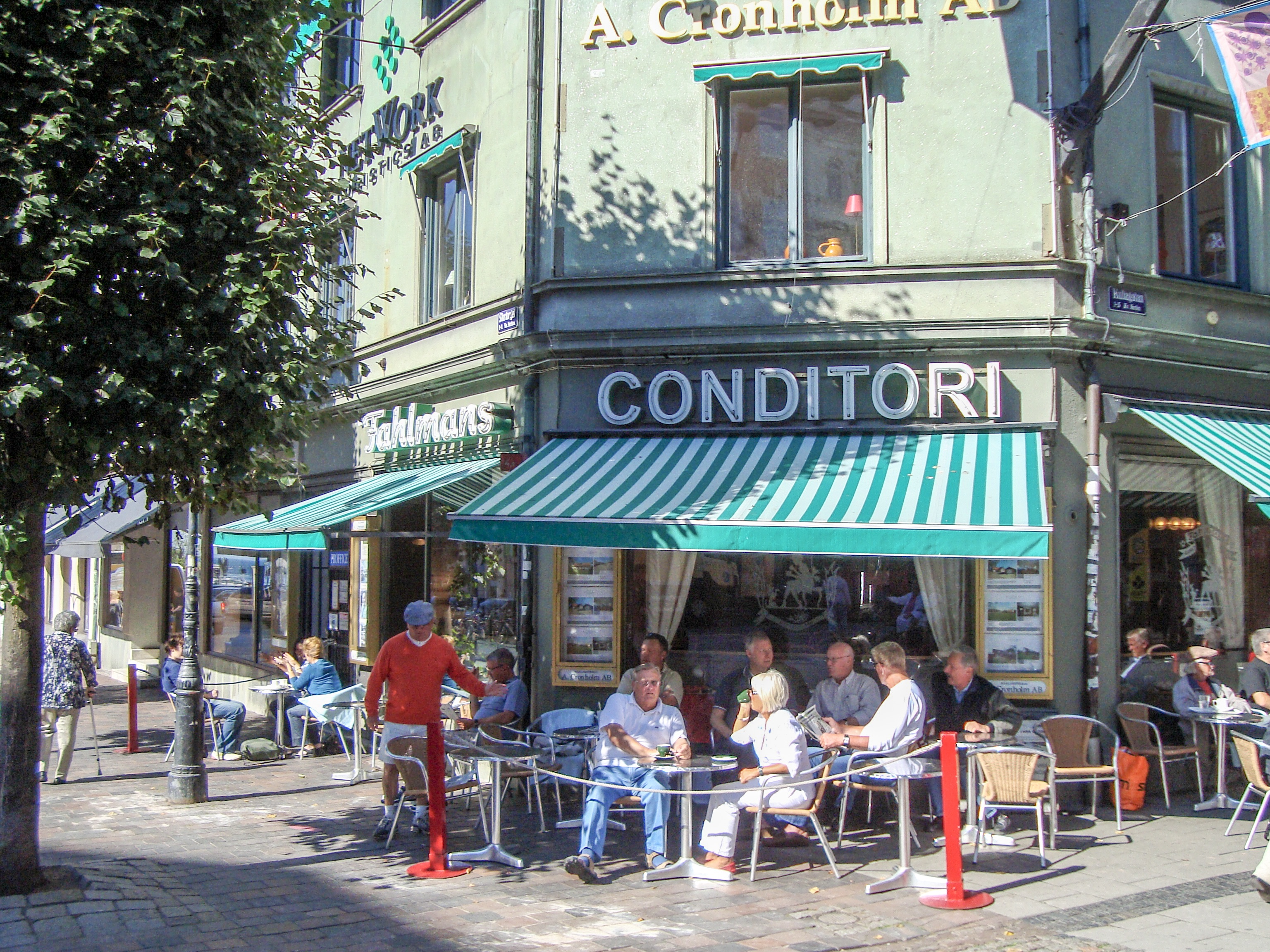
Fahlmans conditori grundades 1914 av Georg Fahlman.

I Helsingborg finns även många konditorier och kaféer. Några av dessa är Fahlmans conditori, som är ett av stadens mest anrika konditorier, Konditori Signe Bergkvist (även kallat Kafferepet), som är Helsingborgs äldsta konditori med en verksamhet som sträcker sig tillbaka till 1892, Ebbas fik med 1950-talsinredning och musik samt Koppi, vars två ägare båda är tidigare vinnare av barista-SM.
För den som vill festa finns det flera pubar och nattklubbar för dans och umgänge. De flesta ligger i centrum, men även Söder har en del nattliv att erbjuda, däribland Bollbrolyckan  (före detta Wallmans salonger). Några av de välbesöktare nattklubbarna är The Tivoli, Le Cardinal och Cantina. Det finns även ett stort utbud av pubar och barer. Som exempel kan nämnas den brittiskinspirerade puben Telegrafen. Även barer av vanligare karaktär förekommer, såsom Utposten, Harrys, samt pubkedjor som Bishops Arms och O'Learys.
Den brittiskinspirerade puben Charles Dickens invigdes i oktober 1970, och utgjorde ett landmärke i stadsdelen Söder fram till sin stängning, efter att ha begärts i konkurs i oktober 2024. Flera av Helsingborgs framstående band, musiker och komiker har uppträtt på Charles Dickens genom åren.

### Shopping

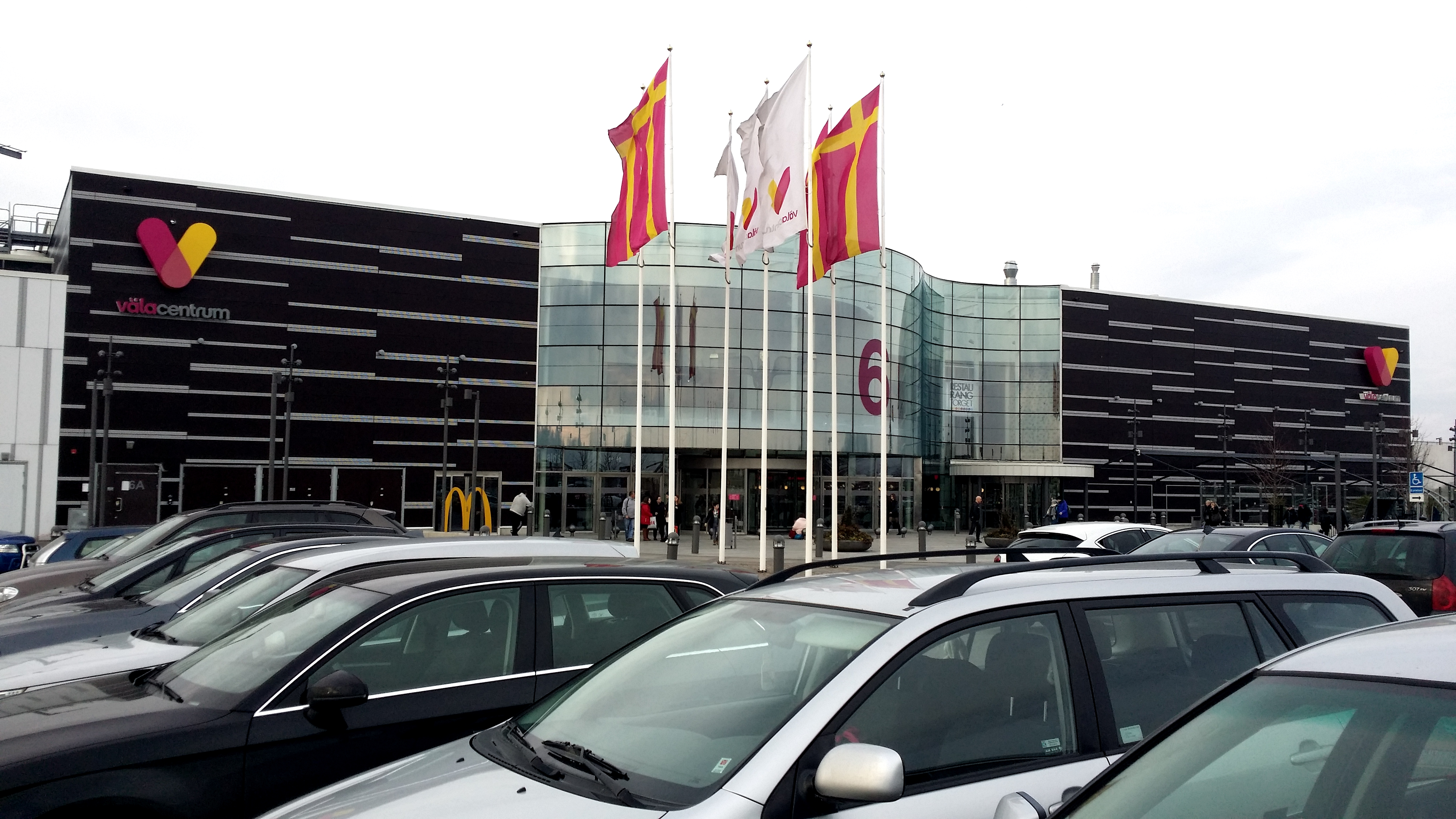
Väla köpcentrum invigdes den 13 mars 1974 och ligger i utkanten av Ödåkra.

I och med omvandlingen av Kullagatan till Kulla gågata 1961 fick Helsingborg en av Sveriges första gågator. Idén kom från gatan Lijnbaan i Rotterdam, men skiljer sig från denna genom att den går genom äldre bebyggelse i stället för en nybyggd stadsmiljö. Till en början var handlarna tveksamma till idén, men då det snabbt visade sig vara en succé övertygades de flesta. Shoppingstråket fortsätter söderut i form av Mariagatan och Bruksgatans gågator. Även längs de Norra och Södra Storgatorna, som i öster löper parallellt med Kullagatan respektive Bruksgatan, finns det flera butiker av varierande slag även om dessa inte är gågator.
Som en fortsättning på handelsstråket efter Stadsparken löper Södergatan ut till Söder. Södergatan är inte heller någon gågata, men Helsingborgs stad har breddat gatans trottoarer för att göra gatan mer attraktiv för butikernas kunder. Vid Mäster Palms plats längs Södergatan ligger gallerian Söderpunkten, som tidigare varit ett EPA-varuhus. Gallerian innehåller ett flertal butiker samt några matställen.
Strax utanför Helsingborg, söder om Ödåkra, ligger Väla köpcentrum, ett av Sveriges största köpcentra med över 200 butiker där flera av de större kedjorna finns representerade. Under hösten 2011 öppnade nya butiker i den stora om- och tillbyggnaden som hade pågått sedan ett par år; hela ombyggnaden var klar i mars 2012. I anslutning till Väla ligger också området Ekslingan där ytterligare ett antal affärer och affärsverksamheter vistas.
Några kilometer utanför Helsingborg ligger Familia som är det näst största köpcentrumet i Helsingborgsregionen med över 40 butiker. I och med Helsingborgs närhet till Danmark lockas en stor mängd svenskar över Öresund för att handla alkohol på grund av de lägre priserna.

### Återkommande kulturevenemang
- Love & Light (februari) – ljusfestival med kärlekstema under en vecka kring alla hjärtans dag. Efterföljare till tidigare Midvinterljus.
- Påskfest på Fredriksdal (mars/april) – olika tillställningar för barn under påsken.
- Sofiero Classic (maj) – utställning på Sofiero med veteranfordon.
- Sofiero Trophy (juni) – orkidétävling med tillhörande utställning och försäljning av orkidéer.
- Rosdagar på Fredriksdal (juli) – tips och råd om rosor ges med guidade rosvandringar på olika teman.
- Antikmässan (juli) – en antikmässa som hålls på Idrottens hus.
- Kul-i-juli (juli) – utomhusrevy som spelats sedan 1968 i Slottshagen.
- Hx (augusti) – sommarevenemang som varar i tre dagar över hela staden med musik, kultur och idrott. Efterföljare till tidigare Helsingborgsfestivalen.
- Den stora trädgårdsfesten (augusti) – trädgårdsutställning på Sofiero.
- Helsingborgs båtmässa (augusti) – utställning inriktad på småbåtar och som avslutas med kräftkalas.
- Julskyltning (december) – stadens affärer visar upp sina skyltfönster inför julen.
- Julstämning på Sofiero (december) – försäljning av julpynt och mat samt inspiration för vinterträdgårdar inför julen.

## Kommunikationer

### Sjöfart

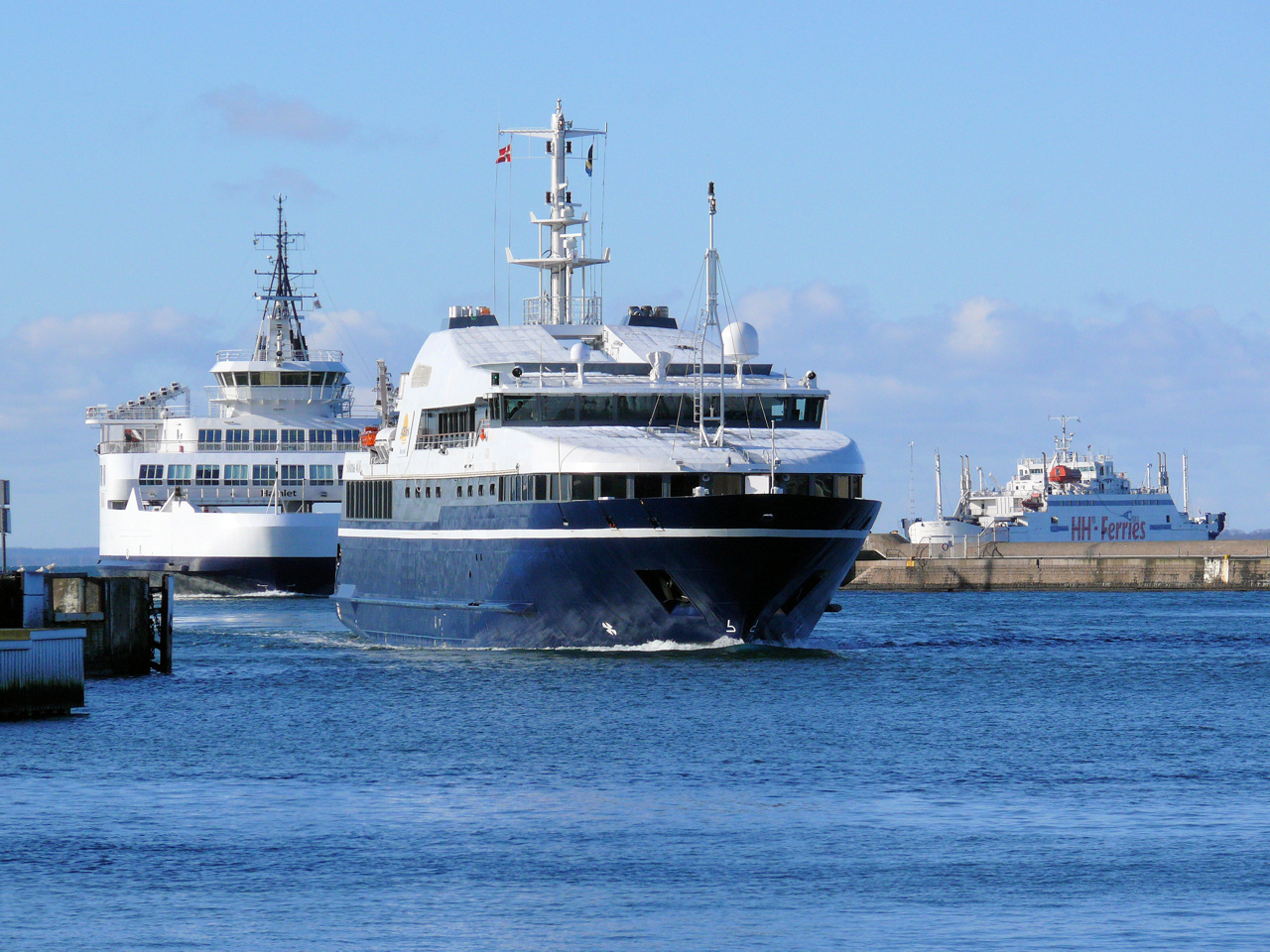
Rederierna som trafikerar HH-leden finns representerade i denna bild. Från vänster: Scandlines, Sundsbussarna och HH-Ferries (vilket sedan den 1 september 2009 är en del av Scandlines). Sedan november 2018 går Scandlines och HH-Ferries under det gemensamma namnet ForSea.

Helsingborg har i och med sitt läge en lång historia som sjöfartsstad. Platsen där Öresund är som smalast har sedan länge varit en vältrafikerad farled. Länge hade dock staden ingen ordentlig hamn utan denna bestod endast av en brygga ut i vattnet. Inte förrän 1832 fick man en större hamn med tillhörande hamnbassäng. När Helsingborg under 1800-talets andra hälft växte fram som en betydande industristad började hamnen snart att växa. 1867 uppfördes Södra hamnen och 1891 Norra hamnen. Vid denna tid var Helsingborg en av Sveriges största rederistäder. Utbyggnaden av hamnen fortsatte och den kom att dominera stadens kustlinje under hela 1900-talet fram till bomässan H99. 1991 grävdes det norrgående järnvägsspåret ner, vilket gjorde att man kunde omvandla Norra hamnen till ett bostadsområde som invigdes vid bomässan.
Färjeleden mellan Helsingborg och Helsingör kallas HH-leden och är en av världens tätast trafikerade färjelinjer. Av rederierna som trafikerar rutten är Scandlines den största aktören och trafikerar med färjorna M/S Tycho Brahe, M/S Aurora af Helsingborg och M/S Hamlet. HH-Ferries trafikerar med färjorna M/S Mercandia IV och M/S Mercandia VIII, men sedan den 1 september 2009 har HH-Ferries integrerats med Scandlines, vilket gjordes för att möta konkurrensen från Öresundsbron. Från och med den 1 september 2010 är biljettköp, check-in och kajlägen gemensamma för HH-Ferries och Scandlines. I november 2018 bytte Scandlines och HH-Ferries gemensamt namn till ForSea, i och med invigningen av världens första högfrekventa batterifärjelinje.I september 2023 köpte Molslinjen Forsea och linjetrafiken heter numera Öresundslinjen.
Det sista rederiet är Sundsbussarna (tidigare Ace Link), vilka till skillnad från de föregående två endast medför gående resenärer. Linjen trafikeras med färjorna M/S Sundbuss Pernille och M/S Jeppe.

### Vägar
Helsingborgstrakten har länge haft en viktig betydelse i vägnätet i södra Sverige. Detta har under lång tid berott bland annat på stadens förbindelser med färjor till Helsingör. Förr var Helsingborg mötespunkten för de på sin tid viktiga vägarna Riksettan och Rikstvåan. Under årens lopp har vägsystemet byggs om och numera omges staden av motorvägar. Motorvägarna på E4 och E6/E20 möts utanför Helsingborg på bland annat Trafikplats Kropp eller avfart nummer 30 som den också heter. Detta är förgreningen där motorvägarna på E4 mot Stockholm och E6/E20 mot Göteborg går åt varsitt håll. Innan E6 färdigställdes som motorväg gick denna väg längre inåt landet (delvis nuvarande länsväg 110) och korsade E4 nära Hyllinge. E4:an har sitt slut i Helsingborg och går vid färjeläget över till vägarna E55 och E47, som båda har sin början i staden. E55 sträcker sig förbi Köpenhamn, Berlin, Prag, Salzburg, Rimini och Brindisi för att sluta i Kalamata i Grekland. E47 är betydligt kortare och har sitt avslut i Lübeck, men dessa vägar skyltas inte i Sverige. För att undvika tung trafik från färjorna genom stadens centrum skyltas Malmöleden söderut som E4 och går vid Helsingborgs södra trafikplats in i E6/E20 innan de delas åt vid Trafikplats Kropp. E4:ans gamla sträckning, Ängelholmsleden, sträcker sig norrut till Väla köpcentrum och är numera endast en stadsmotorväg.
Länsväg 111 passerar strax öster om tätortens bebyggelse och kallas från korsningen med Rausvägen till Brohultstrafikplats för Österleden. Österleden fungerar till stor del som stadsbebyggelsens gräns mot öst med undantag för Ättekulla industriområde, Långeberga industriområde och Väla södra industriområde.
Riksväg 21 Som förbinder nordvästra Skåne med nordöstra Skåne har start/slutpunkt i Helsingborg. Vid Kristianstad övergår rv 21 till E22, vilken tar resenärer vidare till Blekinge och norrut längst den svenska östkusten.

### Järnvägar

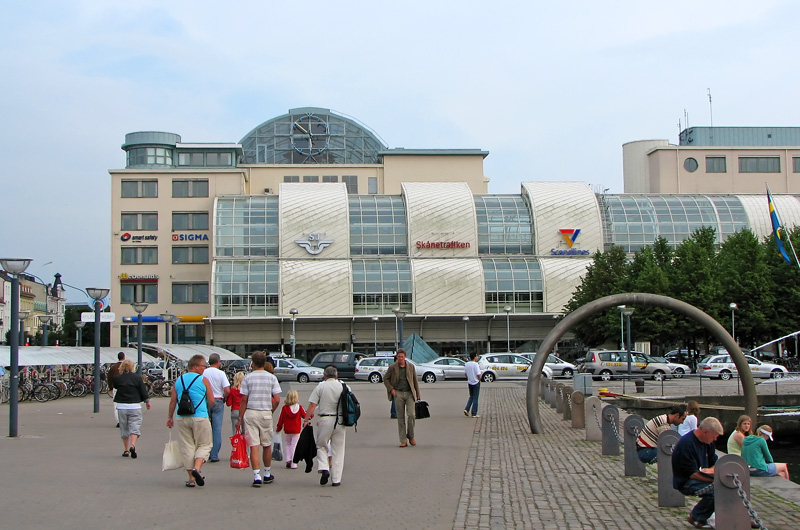
Helsingborgs centralstation, tidigare benämnd Knutpunkten är Helsingborgs huvudstation och invigdes 1991.

Helsingborg är en viktig järnvägsknut och genom staden går Västkustbanan från Lund till Göteborg. Banan trafikeras dels av SJ Snabbtåg, bland annat X2000, mellan Malmö och Göteborg, dels av Öresundstågen mellan Köpenhamn - Malmö och Göteborg, och även regionala pågatåg, inom Skånes gränser.
Skånebanan utgår från Helsingborg och går via Åstorp, Perstorp och Hässleholm till Kristianstad. Sedan går också Rååbanan genom Helsingborg via Ramlösa och Teckomatorp mot Eslöv. Den sistnämnda banan används först och främst till pågatågen, som är Skånes lokaltåg. Förr i tiden var Helsingborg en ännu viktigare järnvägsknut än den är i dag för då gick tågfärjor till Helsingör för tåg mellan Köpenhamn och Stockholm. Av denna orsak var därför Helsingborg ofta Sveriges port mot stora delar av det övriga Europa. Denna funktion var speciellt viktig under kalla kriget mellan 1947 och 1991 eftersom detta var den enda utgångspunkten för svenska persontåg som skulle vidare mot till exempel dåvarande Västtyskland utan att beröra det dåvarande Östeuropa. I dag finns inte denna funktion kvar längre i Helsingborg då tågfärjeförbindelsen har lagts ned eftersom Öresundsbron helt och hållet har ersatt denna. Antalet regionala tågresenärer har ökat kraftigt de senaste åren, men stadens roll som järnvägsknut ur ett riksperspektiv har minskat.

### Stadstrafik
Helsingborg var den tredje staden i Sverige att få elektrifierade spårvägar efter Stockholm och Göteborg när dessa invigdes i samband med Helsingborgsutställningen 1903. Spårväg kom också under lång tid vara det dominerande resesättet inom staden eftersom den första kommunala busslinjen inte invigdes förrän 1928. 1948 hade spårvägen som mest resenärer (drygt 12,2 miljoner) och på 1950-talet var spårvägsnätet som mest utbyggt i staden, med sedan följde nerkortande av flera linjer. I och med högertrafikomläggningen 1967 lades slutligen spårvägstrafiken ner i Helsingborg och ersattes av bussar. Länge drev Helsingborgs stad själv stadstrafiken i staden, men i juni 2005 tog Skånetrafiken över. Den traditionella blå färgsättningen av stadstrafiken ändrades då till grön. Det nuvarande linjenätet består av tre huvudlinjer med avgångar så täta som fem minuters mellanrum samt ytterligare sex reguljära linjer, två servicelinjer och fyra pendlarlinjer.

### Flygplats
Ängelholm-Helsingborg Airport, som ligger utanför Ängelholm, för inrikesflyg till Stockholm med flygbolagen Kullaflyg (till Bromma) och SAS (till Arlanda). Från och med 2007 avgår även charterflyg säsongsvis från flygplatsen genom ett flertal researrangörer. Linjetrafik till Visby, Mora och Åre/Östersund erbjuds under vissa säsonger.

## Näringsliv
Industrin i Helsingborg präglas inte av några stora privata företag, utan består av flera mindre. Ikea, som en av stadens största privata arbetsgivare, hade sitt svenska huvudkontor i Helsingborg mellan 2005 och 2015. Andra viktiga företag sysslar med handel och kommunikationer samt livsmedel, kemi och läkemedelsteknik. Stadens goda läge innebär att där finns flera åkeriföretag och distributionscentraler. Helsingborgs hamn är, efter Göteborgs hamn, Sveriges näst största containerhamn och färjetrafiken är omfattande. Två rederier har färjetrafik över Öresund, varav det ena med avgångar dygnet runt.
Helsingborgs läge har bidragit till att flera åkeriföretag är etablerade i staden samt flera distributionscentraler. Helsingborgsområdet har dessutom flest huvudkontor utanför Sveriges tre storstadsområden: Stockholm, Göteborg och Malmö.

### Arbetsmarknad
Helsingborg har över 10 000 momsregistrerade företag, varav drygt 90 har fler än 50 anställda. Antalet förvärvsarbetande låg 2013 på 67 044. Den största näringsgrenen 2006 var handel och kommunikationer med ungefär 16 500 arbetstillfällen. Störst inom handel och kommunikation var detta år parti- och agenturhandel med knappt 5 200 sysselsatta, följt av detaljhandel med cirka 5 000 och transport och magasinering med drygt 4 100. Inom industrin ligger tyngdpunkten på livsmedel, kemi och läkemedelsteknik. Den snabbast växande sektorn är servicesektorn som fördubblats de senaste 20 åren. Inom tjänstebranscherna har finansiella verksamheter och företagstjänster ökat kraftigt och var 2006 störst efter att ha passerat vård och omsorgssektorn.
Pendlingen till och från Helsingborg är omfattande både vad gäller in- och utpendling. Den totala bruttopendlingen låg 2006 på runt 32 544 med ett överskott för inpendlingen på 6 200 personer. Den största inpendlingen (70,9 %) kommer från nordvästra Skåne, mestadels från Höganäs och Ängelholm. 1 820 pendlar från Lund eller Malmö. 23,6 % av de sysselsatta i Helsingborg pendlar till andra kommuner, mestadels till Landskrona och Malmö.

### Företag
Den största privata arbetsgivaren var 2007 Ikea, med sammanlagt cirka 1 500 anställda vid det dåvarande huvudkontoret för Ikea Svenska försäljnings AB på Väla samt Ikea stabsfunktioner vid Sockerbruket och Ikeas IT-bolag i Tretorns gamla fabrik, båda vid Södra hamnen. I övrigt är Helsingborgs stad den största arbetsgivaren med ungefär 9 100 anställda, följt av Skåne läns landsting med cirka 3 675 anställda, till största delen på Helsingborgs lasarett. Helsingborgs kommun är bland annat även ägare av företagen Öresundskraft och Helsingborgshem via Helsingborgs Stads Förvaltning AB.
Flera äldre industrier, varav en del bildades på 1800-talet, finns fortfarande kvar. Skånska superfosfat- och svavelsyrefabriks AB blev 1918 Reymersholms Gamla Industri AB och 1963 köptes det upp av Boliden, som 1977 bildade Boliden Kemi AB. 1989 köptes detta upp av Kemira Oy och anläggningarna bär namnet Kemira Kemi AB. Läkemedelsbolaget Leo, grundat 1914, köptes 1986 upp av Pharmacia som efter en fusion 1995 bytte namn till Pharmacia & Upjohn. Detta blev 2003 uppköpt av Pfizer, som senare sålde vidare denna del till McNeil i december 2006. Margarinbolaget AB bildades 1926 och övertogs 1977 av Artimoskoncernen tillsammans med Unilever. 1991 köpte Unilever ut Artimos och 1993 införlivades bolaget i koncernens livsmedelsgrupp Van den Bergh Foods, som sedan år 2000 fram till 2019 hette Unilever Bestfoods, fabriken ägs idag av Upfield och tillverkar fortfarande margarin såsom Lätta, Becel och Flora. Ecolean grundat 1996, är ett privatägt globalt förpackningsföretag som har sitt huvudkontor i Helsingborg och utvecklar och tillverkar förpackningsmaterial, förpackningar och fyllningsmaskiner till livsmedelsindustrin. Medicinteknikföretaget Viggo, som grundades 1923, köptes 1973 upp av British Oxygen Corporation och fusionerades 1990 med Spectramed till Viggo-Spectramed. 1998 köptes företaget upp av Becton-Dickinson och drevs under namnet BD Infusion Therapy. 2010 hade Becton-Dickinson ingen tillverkning kvar i Helsingborg och fabriken på Gåsebäcks industriområde lades ned.
Bland de varumärken som kommer från Helsingborg är några av de mest välkända mineralvattnet Ramlösa, kafferosteriet Zoégas och gummiföretaget Tretorn. Andra kända varumärken med bas i Helsingborg är, nikotintuggummit Nicorette, cerealieföretaget Finax samt Bostik, som bland annat tillverkar lim- och tätningsmedel. I övrigt har ett flertal andra företag sina huvudkontor i staden till exempel Biltema och Yves Rocher. Andra framstående företag är distributions- och kylteknikföretaget Frigoscandia, frukt- och gröntföretagen Saba och KA Lundbladh samt margarintillverkaren Upfield som producerar Lätta, Flora, Becel och Milda.

## Idrott
Helsingborg är en stad med lång idrottstradition. Redan i juli 1834 anordnades utanför Ramlösa de första Olympiska spelen i modern tid. Bakom spelen stod Olympiska föreningen, vars mål var att återuppväcka intresset för de Olympiska spelen i Sverige och Norge. I dessa spel tävlades det i gymnastik, löpning, brottning och klättring på en hög såpad mast. Spelen återupprepades 1836 med en tillagd författartävlan. Dock blev det inga fler efter detta, men på området där spelen hölls bär gatorna namn såsom Kapplöpningsgatan, Fäktmästargatan och Rännarbanan som minne av evenemangen.

### Fotboll

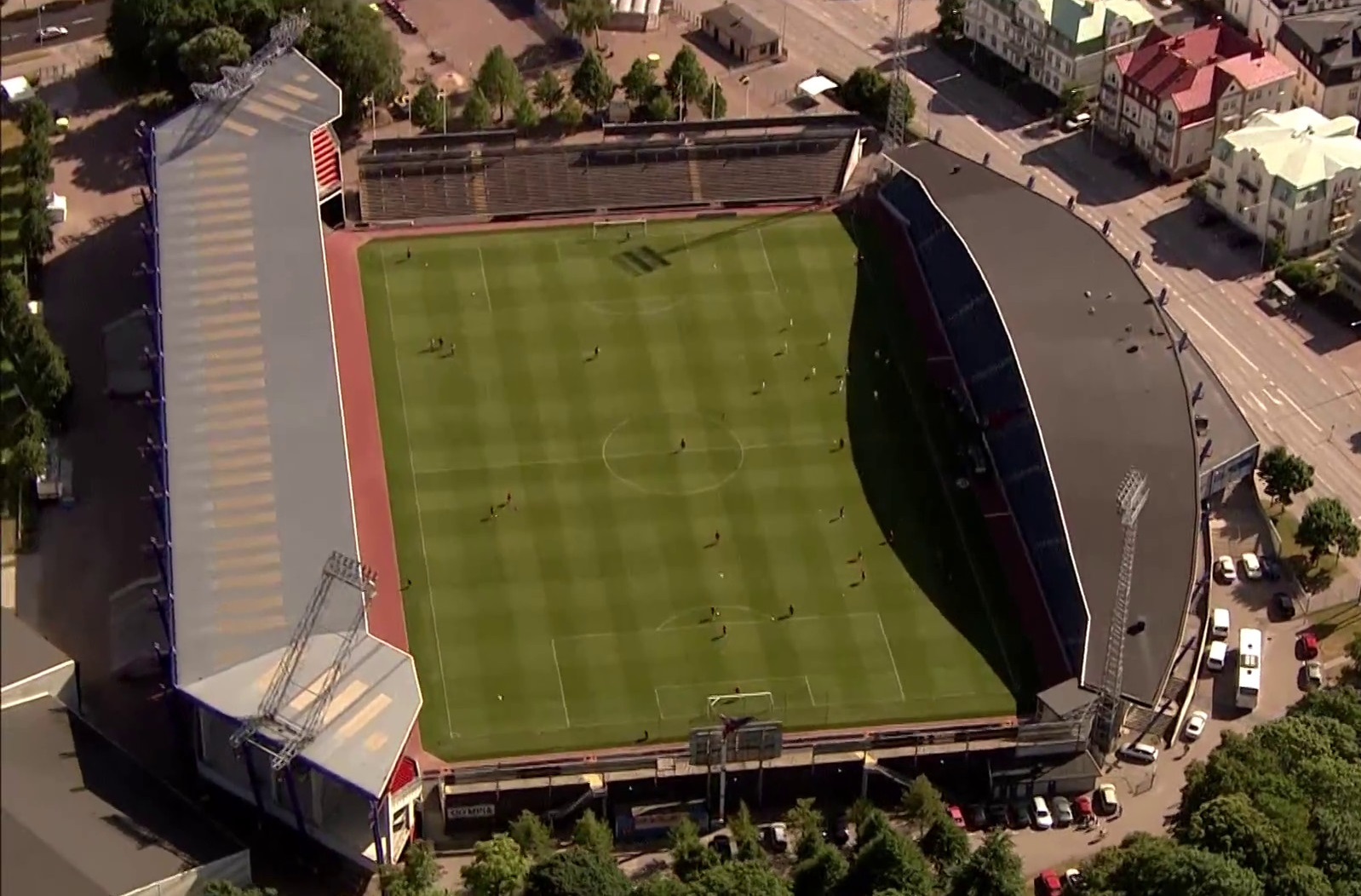
Helsingborgs IF spelar sina hemmamatcher på Olympia.

I Helsingborg är fotboll den mest populära sporten och det finns ett flertal fotbollslag i staden. Det mest framstående laget är Helsingborgs IF, grundat 1907 genom sammanslagningen av klubbarna Svithiod och Stattena, som spelat i Allsvenskan. Runt 1930-talet var Helsingborgs IF en allsvensk gigant med allsvenska vinster 1929, 1930, 1933, 1934 och 1941. Efter det följde en blygsammare period och 1968 föll laget ner i Division 1. Man lyckades inte komma tillbaka till Allsvenskan förrän 1992, men har sedan dess haft en stabil plats som topp- eller mittenlag i högsta serien, krönt med SM-guld 1999 och 2011 samt spel i Uefa Champions League 2000/2001 och Uefa Champions League 2012/2013. Helsingborgs IF har vunnit Svenska cupen fem gånger: 1941, 1998, 2006, 2010 och 2011. Bland stadens och klubbens stora fotbollsprofiler märks bland annat dubbla VM-medaljören Kalle Svensson, Roland Nilsson, Henrik Larsson, Sigge Lindberg, Andreas Granqvist, Andreas Jakobsson, Knut Kroon, Axel Alfredsson, Sven-Ove Svensson, Mats Magnusson, Nils Axelsson, Malte Mårtensson och Harry Lundahl.
Helsingborgs IF har däremot inte varit stadens enda representant i Allsvenskan. Under 1928 och 1930 spelade även Stattena IF i Allsvenskan och 1951 och 1952 spelade också Råå IF där och de delades om att spela på Olympia tillsammans med Helsingborgs IF. Råå IF:s största triumf var segern i Svenska cupen 1948. Högaborgs BK, som grundades 1927, fostrade bland annat Henrik Larsson. Helsingborgs mest framstående damlag i fotboll är Stattena IF. 1973 introducerade Korpen i Helsingborg för första gången en serie där mixade fotbollslag deltog (det vill säga lag med både män och kvinnor). Serien kallades för Fotboll Annorlunda och fanns i fyra säsonger.

### Elitklubbar
Förutom att Helsingborgs IF spelar i högsta serien i fotboll har staden flera andra klubbar i olika sporter på elitnivå. Innebandyklubben FC Helsingborgs herrlag har spelat i den högsta divisionen för herrar sedan grundandet 2003. Klubben är ett resultat av sammanslagningen av de två Helsingborgsklubbarna Ramlösa och Högaborg som 2000 spelade under namnet HR2000 för att 2003 byta namn till FC Helsingborg. Inom bordtennisen är klubben BTK Rekord och dess farmarlag Råå BTK:s damlag etablerade namn i elitsammanhang och Rekord är en av Sveriges största bordtennisklubbar. OV Helsingborg (tidigare Olympic/Viking HK) har spelat i Handbollsligan. Stadens simförening, Helsingborgs Simsällskap, är en av Sveriges mest framstående inom sin sport särskilt på damsidan och Helsingborgs Tennisklubb är en framgångsrik tennisförening. Föreningen spelar i tennisens elitserie och har även spelat i Europacupen samt vunnit SM-guld, både som förening och i individuellt spel.

### Övriga idrotter
Helsingborgs kamratförening, IFK Helsingborg, grundades i september 1896 av blott 16-åriga Hjalmar Hedenblad som Sällskapet Idrottsvänner, men blev en kamratförening redan samma år samtidigt med en sammanslagning med fotbollsklubben GFK. Föreningen har under sin långa historia innefattat ett flertal olika sporter bland annat fotboll, cykling, simning, orientering, handboll, gymnastik, ishockey och basket. I verksamheten ingår numera ingår friidrott (den enda som varit med sedan starten), skidor, tennis, bowling, konståkning, volleyboll och triathlon. Som hemmaarena har man, åtminstone inom friidrotten, idrottsplatsen Heden, där bland annat SM i friidrott arrangerats och en inomhusarena belägen i närheten av Idrottens hus. Ännu en friidrottsförening finns i staden i form av IS Göta, bildad 1898. Göta grundades som en renodlad friidrottsförening, men har även sektioner för bowling, inlines och tennis. Föreningen har under åren även hyst sporter som bandy, hockey, handboll och gång.
Basketklubben Helsingborgs BK:s herrlag har spelat i Svenska basketligan, under namnet Öresundskraft efter huvudsponsorn, men på grund av ekonomiska problem försattes föreningen 2009 i konkurs. Dock grundades en efterföljare till klubben, vid namn Helsingborgs Basketbollklubb, den 12 maj 2009 som kom till genom en sammanslagning mellan IFK Helsingborgs basketverksamhet och Pantrarna. Klubben har även drivit projekt för att hjälpa integrationen tillsammans med Stattena IF och Svensk-Arabiska vänskapsföreningen.
Stadens ishockeylag, Helsingborgs HC, grundades 1977. Helsingborg har även ett flertal gymnastikföreningar som stöds av Helsingborgs Gymnastikförbund och har sin verksamhet inhyst i Gymnastikens Hus på Ättekulla i södra Helsingborg. Dessa är GF Fram, GF Ling, Helsingborgs Turnförening och Råå GF. Helsingborg representeras också i löpning av HLK-92 och i badminton av Helsingborgs Badmintonklubb. Staden har förutom detta klubbar inom kampsport. Taekwondoklubben Tian Dao har skördat en del framgångar i svenska mästerskap. Helsingborgs Ju Jitsu Klubb är en av de äldsta kampsportsföreningarna i staden och har funnits sedan mitten av 1970-talet. Några av de yngre sporterna i Helsingborg är rugby, baseboll och amerikansk fotboll. Stadens representeras här av respektive Helsingborgs Rugby Club Gripen, Helsingborg Generals och Helsingborg Jaguars AFC.

### Idrottsanläggningar

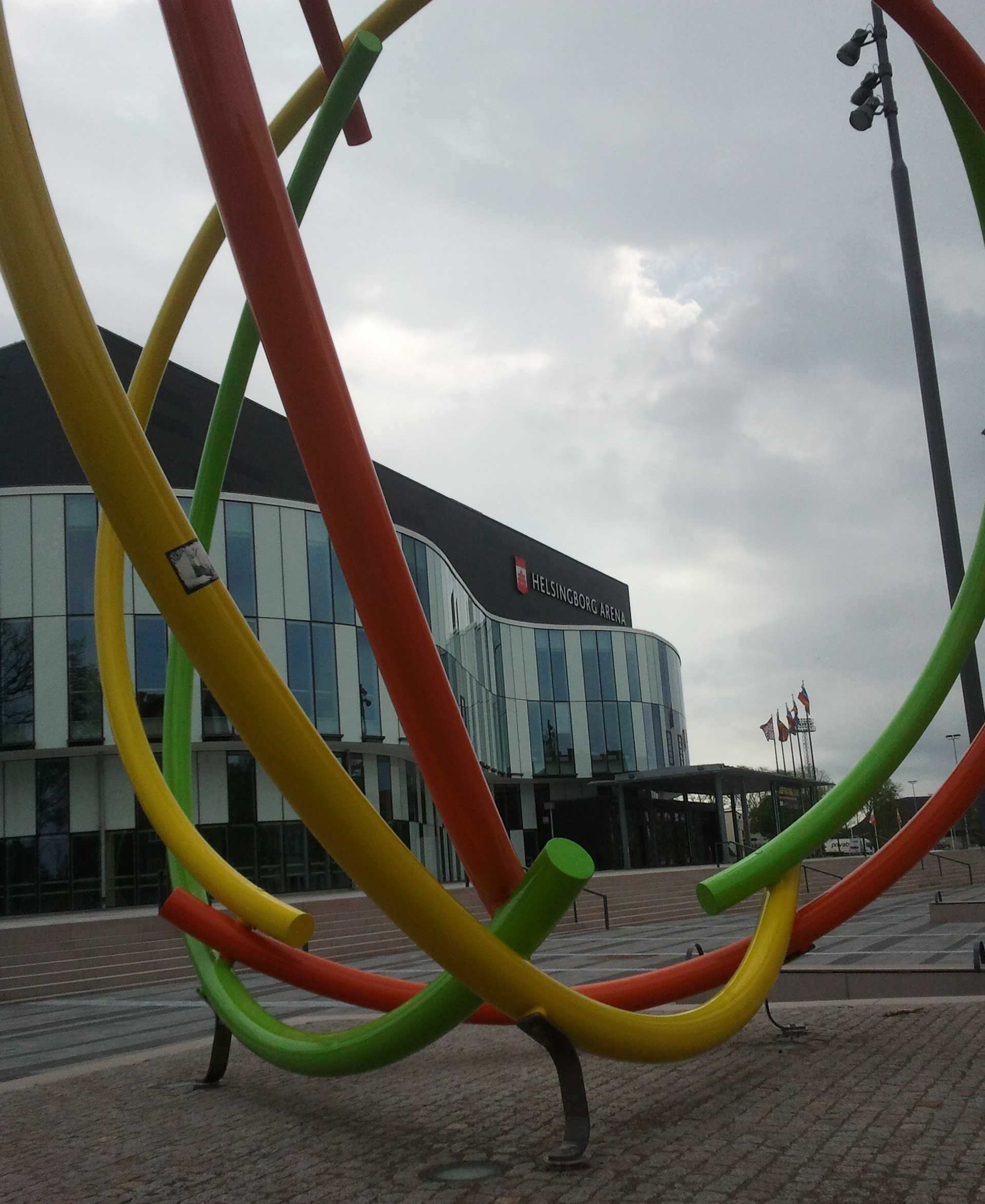
Multiarenan Helsingborg Arena med Lars Englunds konstverk Sfär i förgrunden.

Den mest kända idrottsarenan i Helsingborg är Olympia, hemmaarena för Helsingborgs IF, som invigdes den 31 juli 1898. Till en början var Olympia plats för både fotboll och friidrott, men har på senare tid omvandlats till en renodlad fotbollsarena med plats för cirka 16 000 åskådare. Runt Olympia har flera andra sportanläggningar senare tillkommit och hela området är idag ett centrum för Helsingborgs idrott. Norr om Olympia ligger Idrottens hus, som är en inomhusarena med ett flertal hallar och möjlighet för många olika sporter. Den största hallen, A-hallen, har plats för 1 800 åskådare. Flera av inomhussporterna i Helsingborg använder Idrottens hus för träning och hemmamatcher, till exempel kan man här se bordtennisklubben BTK Rekord. Stadens ishockeyarena Olympiarinken, som är hemmaarena för Helsingborg HC, kan ta 2 100 åskådare och ligger in bit norr om Idrottens Hus. Öster om Olympia ligger HIF-hallen med en inomhusplan av konstgräs och Olympiahallen, invigd den 1 september 1981 och utbyggd 1988, med plats för sju tennisbanor och 18 badmintonbanor.
Multiarenan Helsingborg Arena invigdes den 30 november 2012 och har en golvyta på 21 000 kvadratmeter samt en takhöjd på som mest 15 meter. Arenan består av tre hallar: Arenahallen, B-hallen och C-hallen. Arenahallen rymmer som mest 5 500 åskådare vid konserter och 4 700 åskådare vid idrottsevenemang. B- och C-hallarna rymmer 300 respektive 100 åskådare. Helsingborg Arena är sammanbyggd med Idrottens hus, vilket gör att även de två idrottshallarna där kan nyttjas "under samma tak". Lokaler ryms för sporter såsom bordtennis, brottning, bågskytte, pistolskytte, tyngdlyftning, boxning, fäktning samt för tre kampsportslokaler. 
Dock finns det även flera idrottsanläggningar utanför Olympiaområdet till exempel i stadsdelen Högasten i södra Helsingborg där man kan finna idrottsplatsen Heden, som har faciliteter för friidrott och har arrangerat bland annat SM i friidrott. I anknytning till idrottsplatsen ligger inomhushallen Götahallen. I anknytning till Gustav Adolfskolan i stadsdelen Söder ligger ännu en inomhushall vid namn GA-hallen. Centrum för simsporterna är Filbornabadet, som förvaltas av Helsingborgs simsällskap och som även har sin verksamhet i anläggningen och dessutom finns Simhallsbadet i södra Helsingborg. I övrigt finns ett flertal mindre idrottsplatser, mest ämnade för fotboll, runt om i staden till exempel idrottsplatserna Harlyckans IP, Norrvalla IP och Råå IP.

### Återkommande idrottsevenemang
- Nyårssaluten (januari) – inomhusfotbollsturnering som hålls i samband med det nya året.
- Springtime (maj) – löptävling med distanserna 5 kilometer och 10 kilometer.
- OV Beachhandboll (maj/juni) – beachhandbollsturnering för både skolklasser och idrottsföreningar.
- Eskilscupen (juli/augusti) – utomhusfotbollsturnering för ungdomar som alltid spelas vecka 31 över veckoslutet fredag till söndag.
- Helsingborg Marathon (augusti/september) – maratonlopp som hålls under sensommaren.

## Sevärdheter

### Centrala delarna
- Dunkers kulturhus
- Gamlegård
- Gustav Adolfs kyrka
- Helsingborgs idrottsmuseum
- Helsingborgs konserthus
- Helsingborgs rådhus
- Helsingborgs stadsteater
- Henckelska gården
- Jacob Hansens hus
- Kärnan
- Norra Hamnen
- Sankta Maria kyrka
- Stortorget
- Terrasstrapporna
- Zoegas butik & café 1886

### Östra delarna
- Fredriksdals friluftsmuseum
- Helsingborg Arena
- Helsingborgs tropikarium
- Idrottens hus
- Olympia
- Teknik på farfars tid

### Södra delarna
- Ramlösa hälsobrunn
- Råå fiskeläge
- Råå Museum
- Råå vallar

### Norra delarna
- Beredskapsmuseet
- Pålsjö kyrkogård
- Pålsjö skog
- Pålsjö slott
- Sofiero

## Anmärkningslista
1. ↑  Ortnamnsbelägg från latinskspråkiga urkunder citera med föregående preposition, eftersom prepositionen styr namnets kasus.